# Dzsessz
A dzsessz (angolul: jazz) az Amerikai Egyesült Államokban kialakult zenei stílus. A dzsessz zenei művészeti forma, amely az Egyesült Államok déli területeiről származik a 19. század végéről, a 20. század elejéről. A dzsessz afro-amerikai zenei hatásokat ötvöz az európai zenei technikákkal. A dzsesszben és a bluesban egy a olyan hangjegy „(blue note)”, amelyet az európai szokásostól kissé eltérő hangmagassággal énekelnek vagy játszanak. Ez a változás jellemzően egy negyedhang és egy félhang között van, és ez a zenei kontextustól függően változik.
A dzsessz születése legfőképp egy városnak, New Orleansnak köszönhető.
Minden dzsessz-stílus legfontosabb jellegzetessége az improvizáció: az előadók sokszor rögtönzött szólót játszanak vagy válaszolgatnak egymás játékára (kérdés-felelet), de az improvizáció a kíséretben és a zene egyéb dimenzióiban is fellelhető.
A dzsessz gyökerei a nyugat-afrikaiak kulturális és zenei kifejezésmódjában, az afroamerikai zenei hagyományokban (például blues, ragtime), valamint az európai katonai zenekarok zenéjében találhatóak meg. A 20. század elején az amerikai fekete közösségekből indult ki és az 1920-as évekre vált nemzetközileg is ismertté. Innentől kezdve fokozatosan vált meghatározó zenei stílussá a világban, amely jelentős hatással volt és van a többi zenei irányzatra is.
A dzsessz száz éves történelme során mindig újabb és újabb stílusok születtek, melyekhez sajátos hangszerelés, harmóniai- és ritmikai eszköztár vagy zenei felfogás kapcsolódott. A műfaj jellemzője, hogy reflektál egyéb könnyűzenei stílusokra és a komolyzenére is, ezek stílusjegyeit beépíti, felhasználja.
Wynton Marsalis Pulitzer-díjas afroamerikai zeneszerző, klasszikus- és dzsessztrombitás a következőt mondta a dzsesszről:
A dzsessz olyasmi, amit a feketék találtak ki a legbensőbb gondolataik kifejezésére. Szerintem ez a legnehezebben játszható zene és ez adja leginkább vissza az egyén személyes érzelmeit a nyugati zene történetében.
Maga a dzsessz szó az amerikai szlengből ered és jelentését tekintve számos magyarázata van.

## Története
A dzsessz története során óriási változásokon ment keresztül, mialatt egy szabad örömzenélésből először populáris tánczene, később koncertmuzsika lett, majd az európai zenére visszaható, modern tudománnyá és zenei stílussá vált. A ragtime, a dixieland, a szving, a bebop, a cool, a fusion és a free jazz látszólag talán egymásnak ellentmondó, egymástól nagyon eltérő hangzású stílusoknak tűnnek, azonban ezek egy folyamat részei.

## Tradicionális és klasszikus dzsessz
A dzsessz alapját a blues, a ragtime és a századelő divatos indulóinak (például John Philip Sousa műveinek) zenei keveréke jelenti. Ragtime-ot eredetileg csak feketék és kreolok játszottak. Idővel megjelent a dixieland jass stílus, amit már fehérek is játszottak. Ez a zene a mulatók, bordélyházak, piroslámpás negyedek világából indult el, ám alig egy évtized alatt óriási utat járt be. Amerika első világháborús hadba lépését követően ennek a stílusnak nem volt többé helye New Orleans-ban, így a zenészek, és velük a muzsika is egyre északabbra költözött. A húszas évek elején Chicago volt a dzsessz központja. Itt finomodott tovább a zene. A chicagói dzsessz-muzsikusok önmagukat már komoly, hivatásos zenészeknek tekintették (ellentétben a korábbi, elsősorban szórakoztatni vágyó előadókkal). A húszas éveket a dzsesszkorszaknak (The Jazz Age) is nevezik, ekkoriban egyre népszerűbbé, társadalmilag egyre elfogadottabbá vált a dzsessz, aminek egyenes következménye lett, hogy a nagy gazdasági világválság idejére az amerikai könnyűzene teljes egészében dzsessz volt. A dzsessz otthont talált New Yorkban is, ami majd a második világháború után válik végérvényesen a dzsessz központjává. A húszas évek legvégén vette kezdetét a szvingkorszak. Egyre nagyobb dzsessz-együttesek alakultak, létrejöttek a big bandek. A szvingkorszak Amerikájában több, mint tízezer big band működött, melyekben tucatnál is több zenész játszott. A nagyobb apparátus nélkülözhetetlenné tette, hogy a zene szervezettebb legyen, így a korszakban igen fontos szerepük volt a hangszerelőknek, zenekarvezetőknek. A háború után hamarosan véget ért a szvingkorszak, és ezzel a dzsessz klasszikusnak nevezhető története, ám megjelentek az újabb, avantgárd törekvések is, melyek már a dzsessztörténet következő ötven évét alapozták meg.

## 1890–1920

### A dzsessz gyökerei

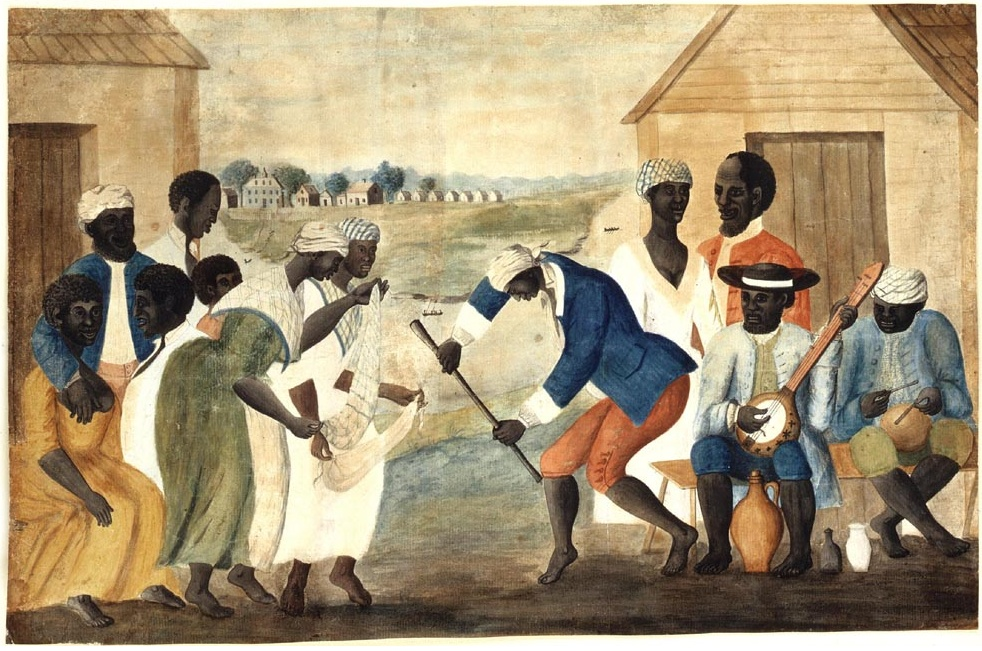
The Old Plantation című festmény a tizennyolcadik századból. Afroamerikaiak bendzsó- és ütős zenére táncolnak

1808-ra majdnem félmillió fekete rabszolga került az Egyesült Államokba, zömében Nyugat-Afrikából, akik magukkal hozták zenei hagyományaikat, a blue note-okat, a "kérdezz-felelek" (szólista-kórus) megoldásokat, munkadalaikat és hollerjeiket, azonban ezekből a zenékből hiányzott az európai harmóniavilág.
A tizenkilencedik század első felében egyre több fekete kezdett európai hangszereken (főleg hegedűn) tanulni, hogy így parodizálják az európai tánczenekarokat saját cakewalk nevű zenéjükben. A blues gyökereiről nincs sok dokumentum, ám az feltehetőleg a nyugat-afrikai griot-ból származik. A dzsessz gyökerei a bluesban találhatóak meg, ami az Afrikából származó amerikai rabszolgák és az ő leszármazottjaik népzenéje volt. Ebben a zenében erősen érezhető a nyugat-afrikai kulturális és zenei hagyomány ami a fekete zenészek városokba költözésével folyamatosan fejlődött.
Korai dzsesszes hangzások már felfedezhetőek voltak a századfordulón, népszerű szabadtéri vagy táncos összejövetelek zenéjében és a katonai rezesbandák hangzásában. Az itt használt hangszerek adják meg ma is a dzsessz alaphangzását: rézfúvósok és ütőhangszerek.
A fekete zenészek sokszor indultak ki a menetelésre, masírozásra írott dallamokból, azok szerkezetéből és ritmusából, azonban a "North by South, from Charleston to Harlem" című kutatás szerint "…a fekete zenei játékmód (beleértve a ritmust és a dallamot is) igyekezett kitörni az európai zenei hagyományok kereteiből annak ellenére is, hogy európai hangszereket használtak. Ez az afroamerikai érzés – amely újrafogalmazta a dallamokat és átalakította a ritmusokat – vetette el azt a magot, amelyből később a nagy fekete muzsikusok kinőttek." Sok fekete zenész élt meg abból, hogy az afroamerikai hagyománynak megfelelően kis zenekarokkal temetéseken zenélt New Orleans-ban (A jazz funeral nevű jelenség New Orleans zenei világának emblematikus része). Ezek a zenekarok tevékenyen részt vettek a korai dzsessz népszerűsítésében és terjesztésében. Keresztül-kasul utazgatva a délen lévő fekete közösségekben és meglátogatva az északi városokat ők voltak azok a pionírok, akik finomították a zene "sírós", "rekedtes" ragtime hangzását, és később kialakították az elegánsabb, kifinomultabb dzsesszt.

### Ragtime

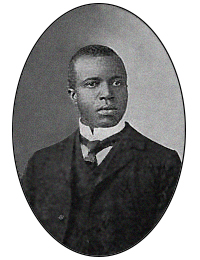
Scott Joplin 1907-ben

A népzenei gyökerű ragtime elsősorban az önmaguk által képzett zenészek terméke volt. A polgárháború után északon és délen egyaránt kialakult egy hálózat a feketék által alapított és üzemeltetett szervezetekből, iskolákból, polgári közösségekből. Ezek egyike volt a Jenkins Orphanage (Jenkins Árvaház). A tanulási lehetőségek bővülésével egyre nagyobb számban végeztek fiatal, képzett afroamerikai zenészek, akik közül sokan klasszikus európai zenei oktatást kaptak. Ebbe a zeneileg is képzett új hullámba tartozott Lorenzo Tie és Scott Joplin. Joplin apja korábban rabszolga volt, azonban anyja már szabadnak született. 11 éves koráig önmaga tanulta a zenét, amikor is egy klasszikus zenében jártas német emigráns vette a kezei közé őt Texarkanában.
Az 1890-es évekbeli, úgynevezett Jim Crow-törvények miatt a meglévő zenekarokból kizárták a tehetséges, gyakorlott afroamerikai zenészeket. Ezeknek a zeneileg képzett feketéknek a képessége az átállásra és egy íratlan, improvizatív zenei műfajnak a megértésére felbecsülhetetlen szerepet játszott a kialakult stílus fenntartásában és elterjesztésében.
Az amerikai társadalom a századforduló környékén kezdte elveszíteni a nehézkes külsőségeket, amik a viktoriánus korszakot annyira meghatározták.
Az Amerikai Egyesült Államokban már generációk óta népszerű volt az afroamerikai hangzású zene, legyenek azok vándorművészek előadásai vagy Stephen Foster dallamai.
A városokban sorban nyíltak a tánctermek, klubok és teázók. A fehér közönség is megkedvelte a különleges elnevezésű afrikai mozdulatokat/táncokat. A tortatánc (cakewalk), – amit korábban a rabszolgák mutattak be uraiknak egy szelet torta reményében – valóságos őrületté vált. A fehér közönség először a varietéműsorokban láthatta ezeket a táncokat, később pedig az exhibicionistább táncosok már a klubokban is táncolták.
A korszak zenéje azonban nem a dzsessz volt, habár a bluesos és ragtime-os próbálkozások egy része már annak az előfutára volt és folyamatos csiszolódás után ebből fejlődött ki a dzsessz. A Tin Pan Alley-hez tartozó népszerű zeneszerzők, köztük Irving Berlin már beleszőtt ragtime-os hangzásokat a műveibe, azonban még nem használta a dzsesszre annyira jellemző hangszereket, ritmusokat. Kevés olyan esemény volt, ami nagyobb szolgálatot tett a dzsesszzene népszerűsítésére, mint Irving Berlin 1911-es sikerszáma, az Alexander's Ragtime Band. A dal maga nem ragtime-ban íródott, a szövege azonban egy dzsesszzenekarról és népszerű dalokról szól: "If you want to hear the Swanee River played in ragtime…" azaz "Ha hallani szeretnéd a Swanee Rivert ragtime-ban..." (habár Berlin szövegírója nem a ragtime-ra, hanem a dzsesszre gondolt, ebből is látszik, hogy a dzsessztől már akkor sem állt távol a népszerű dallamok feldolgozása).
A ragtime alapvetően komponált zene volt. Hatással volt mások mellett Claude Debussyre (aki Gyermeksarok című művének Golliwog's Cakewalk című tétele cakewalk-ragtime-ban íródott) és Igor Stravinskyra is.
A műfaj legnagyobb klasszikusai Joplin The Entertainer és Maple Leaf Rag című zongoradarabjai.

### A korai New Orleans-i stílus

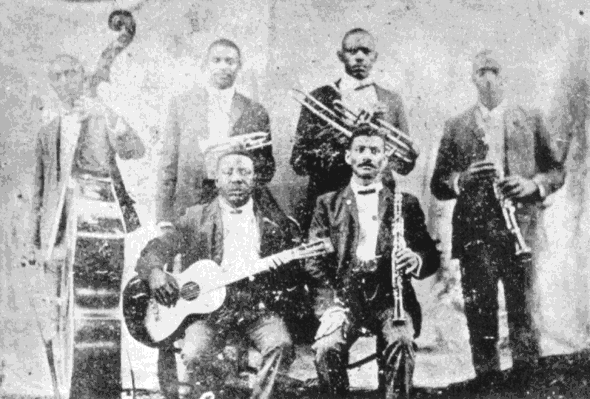
Buddy Bolden és zenekara 1905 körül

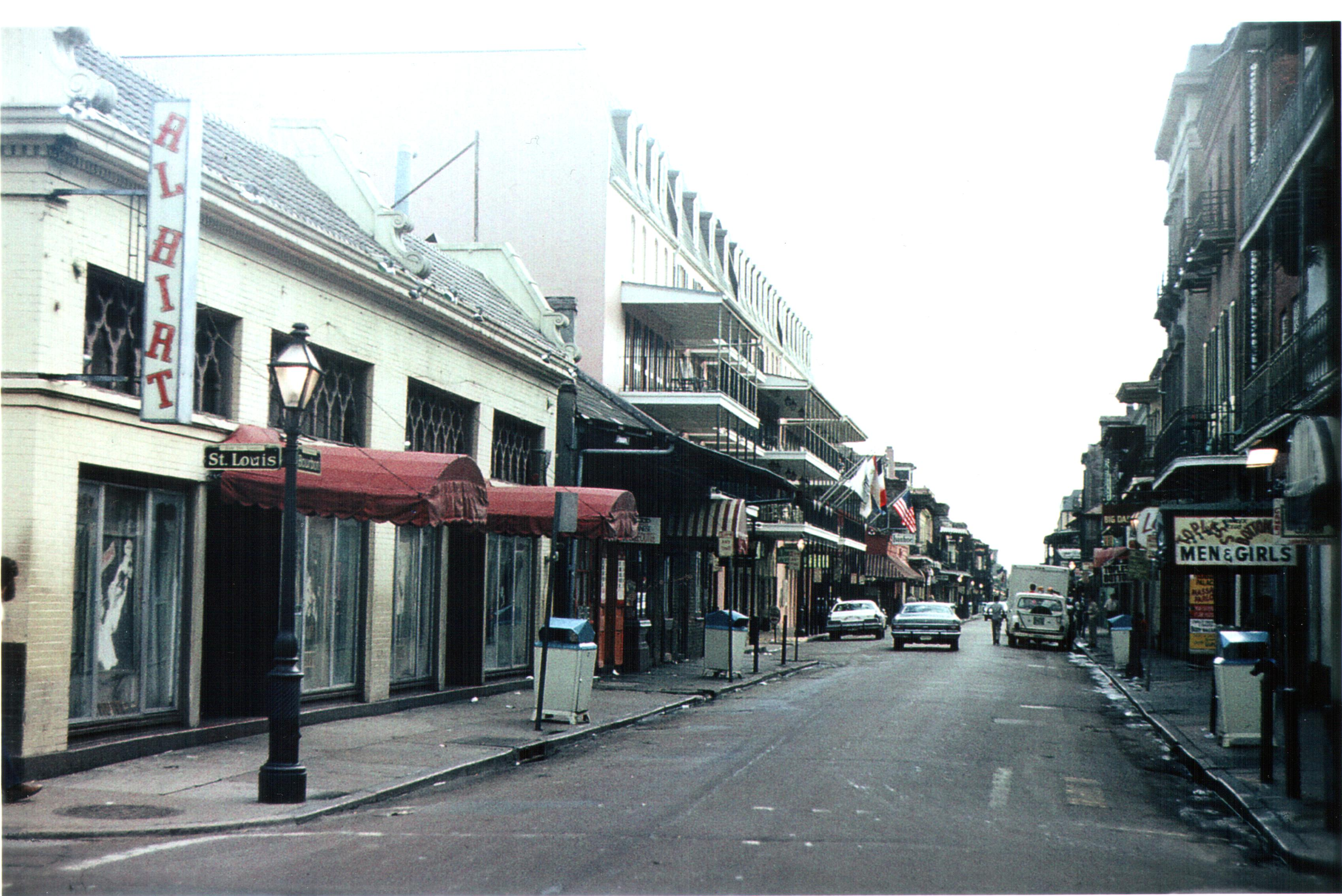
Az Al Hirt mulató a Bourbon sarkán

A dzsessz fejlődése kezdetben a helyi stílusok kombinálásából állt. Ezek közül a legfontosabb a New Orleans (Louisiana állam) környéki volt, ahol először nevezték ezt a zenét jazz-nek – vagy eleinte jass-nek, a későbbiekben pedig, főként más városokban úgy utaltak a New Orleans-i zenére, mint dixieland jass.
A születő dzsessz központja ekkor a New Orleans-i Basin Street-környéki piros lámpás negyed, azaz Storyville volt.
New Orleans városa és környéke hosszú idő óta volt a helyi zenei élet központja. Az ott élő afrikaiak, európaiak és latin-amerikaiak mind hozzáadtak valamit a gazdag zenei örökséghez. A francia és a spanyol gyarmati területeken a rabszolgáknak több lehetőségük volt a kulturális önkifejezésre, mint az angol gyarmatokon – amikből az Amerikai Egyesült Államok is kialakult. Az afrokubai és brazil zene épp amiatt épül ütősökre és nem dallamhangszerekre, mert ezeken a területeken a rabszolgák szabadabban játszhatták saját, afrikai eredetű zenéjüket. Protestáns közösségekben az afrikai zenét egyértelműen pogánynak titulálták és elnyomták, míg Louisianában (ami francia gyarmat volt) szabadon gyakorolhatták azt. Az 1830-as évekig a New Orleans-i Congo Square-en megtartott afrikai zenei fesztiválokat érdeklődő fehérek is látogatták és az ott elhangzott dallamok és ritmusok beleszövődtek Louis Moreau Gottschalk kreol komponista szerzeményeibe is. A rabszolgákon túl New Orleansban élt Észak-Amerika legnagyobb szabad színes bőrű közössége is.
A 19. század végére a város lett a népszerű zenészeket összefogó központ, köztük pl. a New York-i Tin Pan Alleyre húzódó zenészeké, ahol a fiatal ragtime és egy jól megkülönböztethető, új zenei stílus indult fejlődésnek. Visszaemlékezések szerint a fejlődés kulcsfigurája a kitűnő trombitás, Buddy Bolden és zenekara volt. Bolden zenekara folyamatosan bluest és hasonló zenéket játszott állandóan variálva a dallamot, és ezzel akkora szenzációt keltettek, hogy igen hamar sok utánzójuk akadt. A 20. század elejének New Orleansba látogató utazói gyakran megjegyezték, hogy a helyi zenekarok olyan energiával játsszák a ragtime-ot, ami máshol nem hallható (érdemes összehasonlítani például Jelly Roll Morton és Scott Joplin zongorajátékát). A New Orleans-i stílusban játszók a blues sok elemét is átvették, beleértve a hajlításokat és blue note-okat, a bluesos érzetet, zenei formát, a bluesskálát stb.
A stílus kezdeti korszakának kulcsfigurái voltak a fekete Freddie Keppard, aki Bolden iskoláját követte, Joe King Oliver, aki még Boldennél is bluesosabban játszott és a harsonás Kid Ory, aki a város legjobb zenészeit felvéve zenekarába segített kikristályosítani a stílust.
Az új zene fiatal fehéreket is megérintett, különösen az emigráns munkásosztály gyermekeit, akik lelkesen csatlakoztak. Papa Jack Lane vezette azt a multi-etnikumú zenekart, amelyben annak két évtizedes fennállása alatt az összes jelentős fehér (és számos nem fehér) New Orleans-i zenész megfordult.

### Más területek stílusai
- Tiger RagDixieland-klasszikus az Original Dixieland Jass Band előadásában
- Ole Miss RagW.C. Handy zenekara játssza Handy egyik nótáját

Nem tudod lejátszani a fájlt?
A New Orleans-i eseményekkel párhuzamosan a dzsessz fejlődése más régiókban is folyamatban volt.
Egy Charlestonból származó lelkész, Daniel J. Jenkins 1891-ben megalapította a hosszú időre meghatározó szerepű Jenkins árvaházat. Az intézmény fiúkat fogadott és négy évvel később napi szinten kezdett vallásos zenéket és indulókat tanítani a fogadottaknak. Árvák és otthonról elszököttek voltak a lakók, akiknek egy része már játszott ragtime-ot bárokban és bordélyokban. A cél a megmentésük és rehabilitálásuk volt, ami a zenei tevékenységgel sikerült is. Hasonlóan a Fisk Jubilee Singershez és a Fisk Universityhez, a Jenkins Orphanage Band is sokat utazott, próbálva pénzt keresni az árvák eltartására, ami rengeteg pénzt igényelt. Jenkins körülbelül 125-150 gyereket fogadott be évente, és ezek nagy része alapvető zenei képzésben részesült. 30 éven belül már öt zekekaruk működött az országban, amelyek közül egy – a Fisk hagyományt követve – Angliába is eljutott. Nehéz lenne nem észrevenni a Jenkins Orphanage Band hatását a korai dzsesszre, mivel tagjaik később olyan dzsesszlegendákkal játszottak együtt, mint Duke Ellington, Lionel Hampton és Count Basie. Innen származik a trombitavirtuóz Cladys "Cat" Anderson, Gus Aitken és Jabbo Smith is.
Az Amerikai Egyesült Államok északkeleti részén az újdonságnak számító ragtime fejlődött. A központ New York volt, azonban egész Baltimore-ig népszerű volt az afroamerikai közösségekben. Néhányan úgy jellemezték, mint a dzsessz korai formája, azonban ezzel sokan nem értenek egyet. Meghatározó volt benne az ugrándozó ritmus, de hiányzott belőle a délies, bluesos hangzás. Az északi stílus szólózongorás verzióját olyan előadók jellemezték, mint a zeneszerző Eubie Blake, akinek szülei rabszolgák voltak és akinek zenei karrierje nyolc évtizedes volt. Az északkeleti stílusból kiindulva James P. Johnson 1919 körül kialakította a stride-ot. Ebben a stílusban a jobb kézzel a dallamot játsszák, míg a bal kéz fel alá járkálva ("strides") adja meg a ritmust. Johnson játéka befolyásolt több későbbi zongorajátékost is, többek között Thomas Wright "Fats" Wallert és Willie „The Lion” Smitht.
Az irányzat nagymestere James Reese Europe volt, akinek 1913-14-es felvételei megőrizték a stílust annak virágzásának csúcsán. Mire Europe 1919-ben belekezdett új számainak felvételeibe, már a New Orleans-i stílus hallható a művein. Tym Brymn felvételei adnak még képet az északkeleti stílusról – azonban már nála is hallani apró New Orleans-i hangzásokat.
A Mississippi partjain, Memphistől Saint Louisig egy új zenekari stílus alakult ki a bluesból. Az irányzat legnépszerűbb zeneszerzője és vezetője a Blues Atyja, azaz W. C. Handy volt. A zenében felfedezhetőek hasonlóságok a New Orleans-i iránnyal (Bolden befolyása ide is eljutott), azonban hiányzik a szabadon szárnyaló improvizálás, ami délebbre jellemző volt. Handy éveken keresztül kritizálta a dzsesszt annak kaotikussága miatt, és az ő zenéjében az improvizálás háttérbe szorult.

### A dixieland jass elterjedése

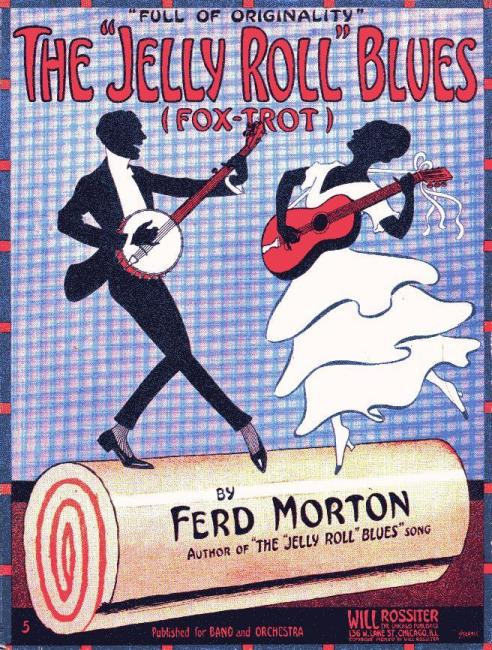
Jelly Roll Morton 1915-ben kiadja az első dzsessz-kottát, a Jelly Roll Blues-t

Számos jól képzett színes bőrű New Orleans-i hagyta el a déli államokat az egyre inkább korlátozó Jim Crow-törvények miatt és utaztak északra vagy nyugatra. Ezek egyike volt Bill Johnson, aki úgy gondolta, hogy egy New Orleans-i stílusú zenekarnak komoly jövője lehet nyugaton. Johnson összegyűjtötte a város legjobb zenészeit, köztük Freddie Keppardot és az 1910-es évek elején megalakította az Original Creole Orchestrát. Egy varietészervező felfedezte, amint a zenekar megőrjítette a tömeget és lekötött velük egy turnét az Orpheum Circuitbe. A zenekar tagjai leveleikben megírták a hátramaradottaknak, hogy a New Orleans-i zenészek milyen jól keresnek északon és nyugaton, sokkal jobban mint délen ezzel bátorítva az otthoniakat, hogy kezdjék el terjeszteni a stílust az egész országban.
A New Orleans-i pezsgést azonban az első világháború szakította meg végérvényesen, mikor 1917-ben elrendelték Storyville, a piros lámpás negyed bezárását. Rengeteg, korábban népszerű dzsesszmuzsikus lett hirtelen munkanélküli, akik számára a város már nem nyújtott lehetőségeket, így az Egyesült Államok északi területeire költöztek, ahova magukkal vitték a dzsesszt is.
Chicago volt az első város, amely befogadta az új stílust és néhány forrás szerint itt nevezték el először a New Orleans-i stílust "jass"-nek. Odahaza New Orleans-ban egyszerűen ratty, hot zenének, vagy egyszerűen ragtime-nak, esetleg New Orleans-nak hívták (Sidney Bechet egészen az 1950-es évek végéig ragtime-nak hívta zenéjét). A stílus annyira más volt a ragtime-hoz vagy a tánczenéhez képest, hogy kellett egy új név a megkülönböztetéshez. Tom Brown zenekara volt az első, amelyre azt mondták, hogy dixieland jass-t játszik.
A Stein's Dixie Jass Band 1916-ban követte az Original Creole-t és Tom Brownt Chicagóba. A tagok a Papa Jack Lane veteránjai voltak, és a következő évben már New York-ban zenéltek The Original Dixieland Jass Band néven. Itt arra is lehetőséget kaptak, hogy gramofonra rögzítsék őket. A csak fehér zenészekből álló ODJB felvételei az első olyan hangfelvételek, amin már valódi, kialakult dzsessz hallható. Az újszerű lemezek meglepő módon országos sikernek bizonyultak és a dixieland jass hamarosan nemzeti őrületté vált.
A dixieland kifejezés New Orleans-ból származik. Louisiana francia gyarmat volt (nevében is őrzi XIV. Lajos francia király nevét), így rengeteg francia kifejezés épült be az ottani közbeszédbe. A dixie a tízdolláros bankjegyet jelentette eltorzított francia nyelven, így a dixieland kifejezéssel magára New Orleans-ra utaltak az Államok más városaiban.
New Yorkban alakult át a jass elnevezés jazz-re az 1910-es évek végén, főleg azért, mert előfordult, hogy a plakátokról lekaparták a J betűt, így a felirat ass maradt.

## Az 1920-as és 1930-as évek

### Jazz Age – a dzsesszkorszak

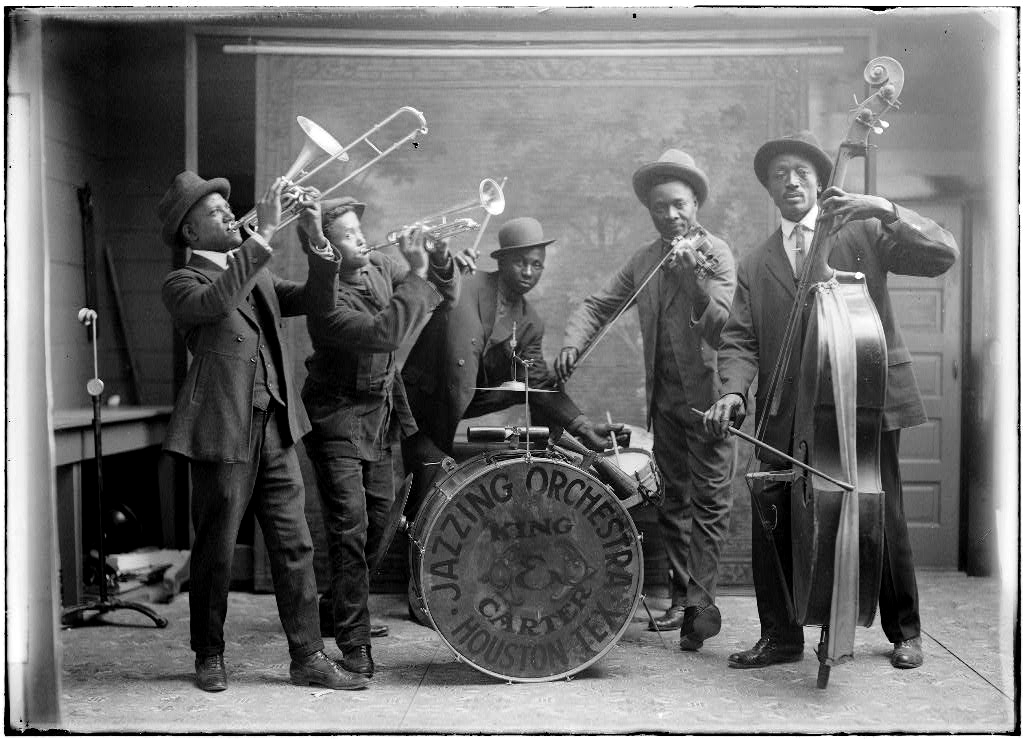
A King & Carter Jazzing Orchestra Houstonban, (Texas, USA) 1921. január

1920-ban életbe lépett a szesztilalom Amerikában. Emiatt a törvényes szalonok és kabarék bezártak, azonban helyettük tiltott italmérések százai nyíltak – speakeasy -, ahol a vendégek ittak a zenészek pedig szórakoztattak. Ezek a szórakozóhelyek, valamint a tánctermek egyre több zenészt igényeltek és ennek folytán egyre többen tudtak megélni a zenélésből. Emiatt a profi zenészek száma jelentősen megemelkedett és a dzsessz fokozatosan a korszak első számú tánczenéjévé kezdett válni.
A műfaj fővárosa ekkor már Chicago volt. King Oliver és Jelly Roll Morton a színtér sztárjaivá váltak, és itt indult Louis Armstrong profi karrierje is, akinek 1925 és 1928 között készült Hot Five és Hot Seven felvételei legendássá váltak: ezeken a lemezeken egy sokkal kifinomultabb dzsessz hallatszik, ami már elsősorban a hosszabb, improvizált szólókra építkezik. Emellett végérvényesen lefektette a dzsessz ritmusszekcióját: kikerült a tuba, mint a New Orleans-i stílus elsőrendű basszushangszere. Helyét a nagybőgő vette át. Feltűnt a gitár is a bendzsó helyett, valamint elterjedt az igen modern (és sokak által lenézett) szaxofon-család is. A chicagói stílus alapozta meg a harmincas évek szvingkorszakát is azzal, hogy a zenészek 4/4-es metrumban kezdtek gondolkodni a New Orleans-i 2/4 helyett, ami még a katonazenekarok meneteléséből alakult ki.
A gyakorlatilag Al Capone gengszterei által működtetett Chicago-ban léptek a pályára olyan nagy egyéniségek is, mint Mugsy Spanier, Jimmy McPartland, Bix Beiderbecke, Eddie Condon, Benny Goodman (aki a szvingkorszakban lesz majd világhírű szupersztár), Gene Krupa és Frank Trumbauer, de Earl Hines, a nagy hatású zongorista is ekkor lépett a rivaldafénybe.
A rádió és a professzionális hanglemezgyártás is az 1920-as években terjedt el, ezek erősen hatottak a dzsessz terjedésére.
A dzsessz összekapcsolódott a modern, kiforrott és dekadens fogalmakkal. Az új évszázad második évtizedét a dzsesszkorszaknak is nevezik.

### Út a szvingkorszakba
A húszas évek végétől, Louis Armstrong és Earl Hines zenei törekvéseinek nyomán kezdett kibontakozni egy új típusú dzsessz, de a szving elsősorban az évtized népszerű nagyzenekarinak köszönheti születését.
Üzletileg Paul Whiteman – akit a "dzsessz királyának" neveztek – volt a legsikeresebb zenekarvezető az 1920-as években. Annak ellenére, hogy felvette Bix Beiderbeckét és sok más jó fehér zenészt a zenekarába, sokan bírálták őt, hogy zenéje nem igazi dzsessz, hiszen nála nincs improvizáció, végig komponált zenét játszanak esztrádjelleggel. Ennek ellenére abbéli fáradozásai, hogy kombinálja a dzsessz zenei jellemzőit a komplex módon megírt nagyzenekari hangszerelésekkel az elkövetkezendő húsz-huszonöt év amerikai könnyűzenéjét határozták meg. Ő és zenekara volt az, aki bemutatta Gershwin Kék rapszódia (Rhapsody in Blue) című művét is.
Fletcher Henderson vezette a legsikeresebb, afroamerikaikból álló, korai dzsessz nagyzenekart New Yorkban. Eleinte Paul Whitemant akarta követni, de miután felvette Louis Armstrongot a zenekarba, ráébredt az improvizáció fontosságára a dzsesszben. Henderson tevékenysége és hangszerelési munkálata fontos szerepet játszott a harmincas évekre jellemző nagyzenekari időszakban, ráadásul megalapozta a szving hangszerelés elméletét, és nem mellesleg zenekarában számos nagy hatású zenész is játszott.
Duke Ellington fiatal zongoristaként és zenekarvezetőként először az 1920-as évek végén került a figyelem középpontjába. Ekkoriban sok felvételt készítettek és a rádióban is sokat szerepeltek, de az igazi csúcsot csak a következő évtizedben érték el.
Ahogy a dzsessz egyre kommerszebbé vált, a zenekarok taglétszáma is növekedett. A dzsessz lett a népszerű amerikai tánczene szinonimája, ehhez azonban már big bandekre volt szükség, a sok zenész pedig megkövetelte, hogy a zene sokkal tervezettebb, hangszereltebb legyen. A dzsesszre különösen fogékony zenészek, zeneszerzők természetesen felismerték, hogy a dzsesszt leginkább az improvizáció és a bluesos hangzások teszik dzsesszé, ezért ezeket a jellemzőket igyekeztek meghagyni az újabb, összetettebb művekben is.
Kansas Cityben a kiszenekari színteret Lester Young, a nagy hatású tenorszaxofonos vezette, és ekkor kezdett Count Basie, a később legendás zenekarvezetővé váló zongorista is tevékenykedni, aki Bennie Motentől örökölte meg azt a big bandet, ami napjainkban is létezik.

### A szvingkorszak és a big bandek
- Kék RapszódiaGeorge Gershwin közreműködésével a szerző egyik leghíresebb darabja szól

Nem tudod lejátszani a fájlt?
A big band együttesek voltak a legnépszerűbbek ebben a korszakban. Ezekben általában tíznél is több fúvós játszott, akiket ritmusszekció kísért. Sok esetben énekes vagy különleges szólóhangszeres is fellépett ezekkel az együttesekkel. A nagyzenekarok különböző stílusokban játszottak. Egyesek, mint a Benny Goodman's Orchestra teljesen dzsesszesen játszottak rengeteg improvizációval, szólóval, míg Glenn Miller inkább kerülte ezeket. A legtöbb zenekar a két véglet között helyezkedett el, s a szólók közben a háttérben többnyire tovább szólt a szám harmóniamenete. Azonban szólót kerülő zenekarok is alkalmaztak dzsesszes vonásokat, például szaxofonbetéteket (soli-kat), amelyekben a dallam improvizációnak tűnt.
A nagyzenekari dzsesszkorszak kulcsfigurái főleg a szervezők és zenekarvezetők voltak, Goodman és Miller mellett többek között Fletcher Henderson, Don Redman, Jimmy és testvére, Tommy Dorsey, Chick Webb, Gene Krupa, Artie Shaw, Count Basie és a nagyzenekari szving ikonikus zeneszerzője, Duke Ellington, akit az amerikai zenetörténet legtermékenyebb művészének tartanak. Ezek a muzsikusok széles körben ismertté, világsztárokká váltak, köszönhetően a lemeziparnak és a rádiónak: a Duke Ellington Orchestra volt a harlemi Cotton Club rezidens zenekara, ami a rádiós közvetítések miatt milliókhoz jutott el.
A harmincas évek elején a világválság hatására ugyan megtorpant a lemezipar, ez néhány zenekar (például a zeneileg nagy hatású Fletcher Henderson Orchestra) megszűnésével járt, de a szving továbbra is töretlenül népszerű maradt.
Ekkoriban alakult ki a scaténeklés is, elsősorban Louis Armstrongnak köszönhetően, akihez hamarosan csatlakozott Cab Calloway és Ella Fitzgerald is. Zenészek és zenekarvezetők, mint Cab Calloway majd később az énekes Ella Fitzgerald is csatlakoztak a scaténekesek táborához.
Az 1930-as években a tánczenék és a show-szerű dallamok voltak népszerűek. A szvingzenére jellemző a hangszerelt témabemutatás, majd a zenekartól, a hangszerelőtől vagy a zenekarvezetőtől függően több-kevesebb improvizált szóló jelent meg. Olyan zenei eszközök kerültek ekkor a dzsesszbe, mint a modern szvingdobolás vagy a 4/4-es sétáló basszus. A zenekarok repertoárjában helyet kaptak a Nagy amerikai daloskönyv slágerei, klasszikus dzsesszművek (mint a King Porter's Stomp című King Oliver-dal, amit Benny Goodman vitt nagy sikerre), és speciálisan a zenekarnak írt számok is. A dzsessz két típusra szakadt: továbbra is létezett az úgynevezett hot jazz, ami Louis Armstrong Hot Five-jától eredezteti magát, lényegi eleme pedig a szólózás, valamint a sweet, ami az édeskésen meghangszerelt könnyűzenét jelentette.
A korábbi dzsesszstílusok hívei és művelői élesen kritizálták a szvinget. Hugues Panassié szerint a dzsessz igazi formája a klasszikus New Orleans-i stílusban és annak közvetlen leszármazottjaiban található. W.C. Handy 1941-es önéletrajzi írásában azt taglalja, hogy a prominens zenekarvezetők kiárusították a feketék zenéjét a felsőközéposztálybeli fehér közönség számára, és a szving valójában csak egy mondvacsinált kifejezés erre.
Eközben a New York-i Roseland és Savoy báltermeiben továbbra is szvingzenét játszó big bandek szóltak.
A szórakoztatóiparban a merevség a faji elkülönítés tekintetében egyre kevésbé volt jellemző. Fehér zenészek elkezdtek feketéket felvenni a zenekarba. A '30-as évek közepén Benny Goodman felvette a zongorista Teddy Wilson-t, a vibrafonon játszó Lionel Hampton-t és a gitáros Charlie Christian-t.
A big bandeken kívül léteztek kis zenekarok, úgynevezett combo-k is. Népszerű volt a boogie-woogie stílus is, amit leginkább szólózongoristák játszottak és az esztrád-énekegyüttesek is, mint az Andrew Sisters. Art Tatum, a virtuóz, vak zongorista a bebopzenészeknek adott jelentős inspirációt, de technikáját, zeneiségét még a komolyzenészek is csodálkozva figyelték. Louis Prima és Louis Jordan az úgynevezett jump-swing stílust űzték, ami közvetlen hatást fejtett ki a háború után kibontakozó rhythm and bluesra.
A szvingkorszak második felében olyan, művészileg összetettebb zenekarok kezdtek kibontakozni, mint Raymond Scott vagy Claude Thornhill big bandjei, utóbbinak már egy sor zseniális hangszerelést készített az ötvenes években híressé váló Gil Evans.
Ezekben az években jelentek meg olyan énekes sztárok is, mint Ella Fitzgerald, Billie Holiday, Peggy Lee és Frank Sinatra.
A szvingkorszaknak több különböző történelmi és gazdasági fejlemény vetett véget. Az Amerikai zenészek szövetsége lemezfelvételi sztrájkot hirdetett, így új zenei felvételek nem születtek, de az állandósuló szerzői jogi viták és a háború költségei sem tettek jót a stílusnak.
A szvingkorszak ugyan véget ért, de romjain kivirágzottak a modern dzsessz stílusai. Maga a szvingzene – némi vegetálás után – az elkövetkező évtizedekben is viszonylag népszerű zenei stílus maradt köszönhetően olyan énekeseknek, mint Bobby Darin, Dean Martin, Judy Garland, Nat King Cole, Ella Fitzgerald valamint elsősorban Frank Sinatra.
A big band formátum a negyvenes évek végétől kezdve gazdaságilag sokáig nem volt nyereséges. Alig két olyan big bandről tudunk, ami sikeresen átvészelte ezeket az ínséges időket, ezek a Woody Herman és a Stan Kenton féle együttesek.
Több ezer big band szűnt meg ekkoriban, szélnek eresztve tízezernyi tehetséges zenészt. 1955 után azonban egy komoly big band reneszánsz vette kezdetét (sokan az újraszervezett Duke Ellington Orchestra 1956-os newporti koncertjét tekintik a reneszánsz kezdetének). A következő évtizedekben a big band formátum egy önállóan működő, kreatív műhellyé vált, ahol számos kitűnő, kísérletezőkedvű hangszerelő alkotott, olyanok, mint Sammy Nestico, Neal Hefti, Thad Jones, Mel Lewis, Quincy Jones, Oliver Nelson vagy Gil Evans. Napjainkra a big band apparátus vált a dzsessz szimfonikus zenekarává.

### Az európai dzsessz kezdetei
Eközben Európában is megjelentek a dzsesszes hatások, amelyre komolyabb befolyást Debussy zenéje és a francia musette tett. A francia-cigány gitárművész, Django Reinhardt Stéphane Grappelli hegedűssel megteremtette a cigány-, szinti- vagy mánus szvinget (bár egyesek ezt Eddie Lang és Joe Venuti nevéhez kötik). Együttesük, a Quintette du Hot Club de France egyesítette a francia tánczenét a húszas évekbeli amerikai szvinggel. A műfaj standard hangszere az akusztikus gitár, a hegedű és a nagybőgő (sok ilyen felvételen egyáltalán nem szerepel dob, a ritmust a bőgő mellett egy perkusszívan, pregnánsan pengetett ritmusgitár adja).
George Shearing angol, vak zongorista is ekkor kezdett tevékenykedni, aki később nagynevű dzsessz-muzsikussá vált az Egyesült Államokban.

## Az 1940-es és 1950-es évek

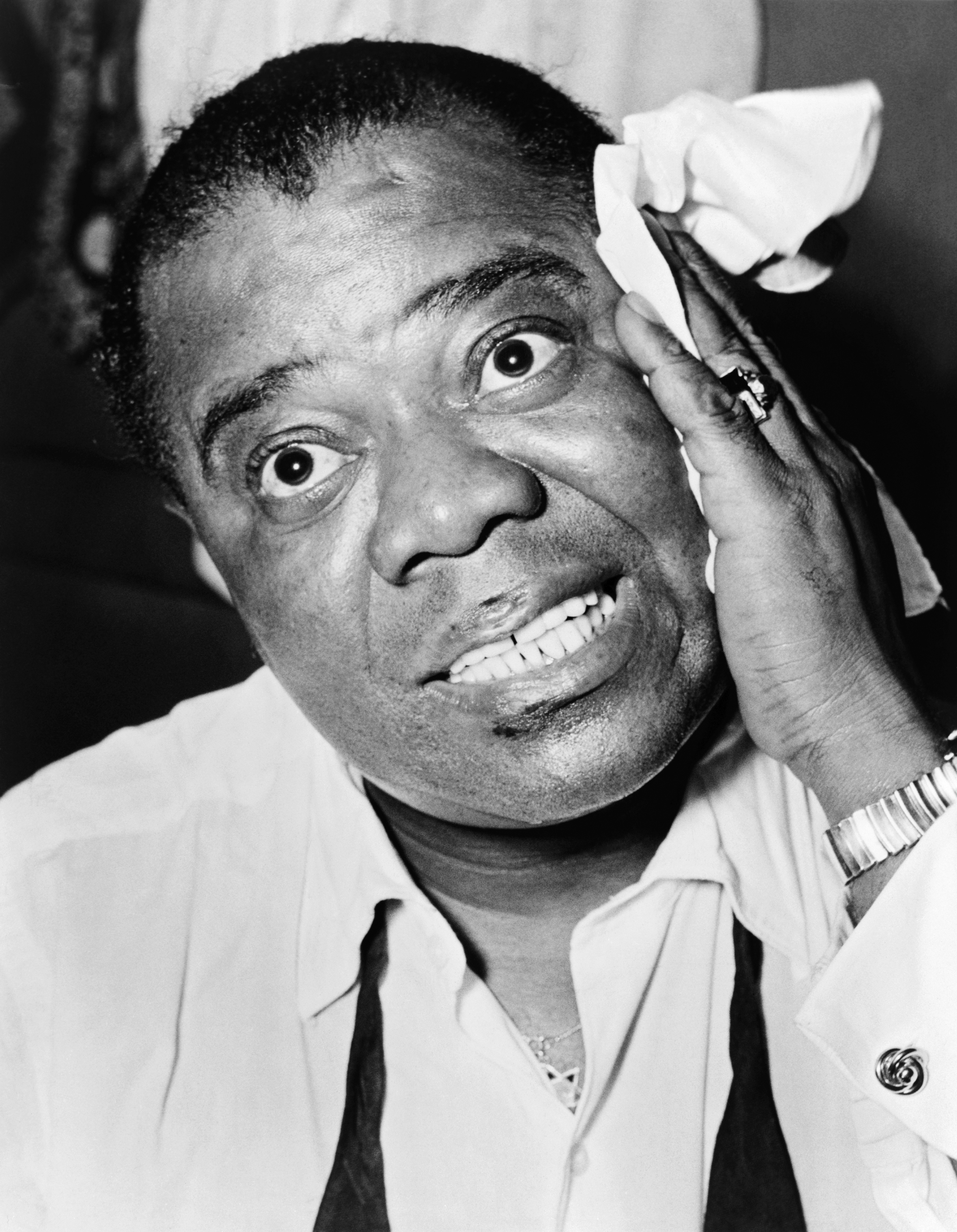
Louis Armstrong 1953-ban

### A dixieland reneszánsza
A negyvenes évek végén kezdődött a dixieland másodvirágzása és reneszánsza. "King" Oliver, Jelly Roll Morton és Louis Armstrong korábbi, a harmincas évek folyamán rögzített dalait ekkor adták ki ismét, ami reflektorfénybe állította ezt a túlhaladottnak vélt műfajt. A műfaj űzői két csoportra oszlottak egyrészt olyan zenészekre, akik karrierjüket a tradicionális dzsessz idején kezdték (ilyen volt a Bob Crosby's Bobcats, Max Kaminsky, Eddie Condon és Wild Bill Davison). Közülük sokan Közép-Nyugatról származtak, bár voltak köztük New Orleans-iak is. A másik csoport fiatal muzsikusokból tevődött össze, ilyen volt például Lu Watters zenekara. Tíz évvel később Louis Armstrong új saját zenekara lett az irányzat vezetője.

## Modern dzsessz

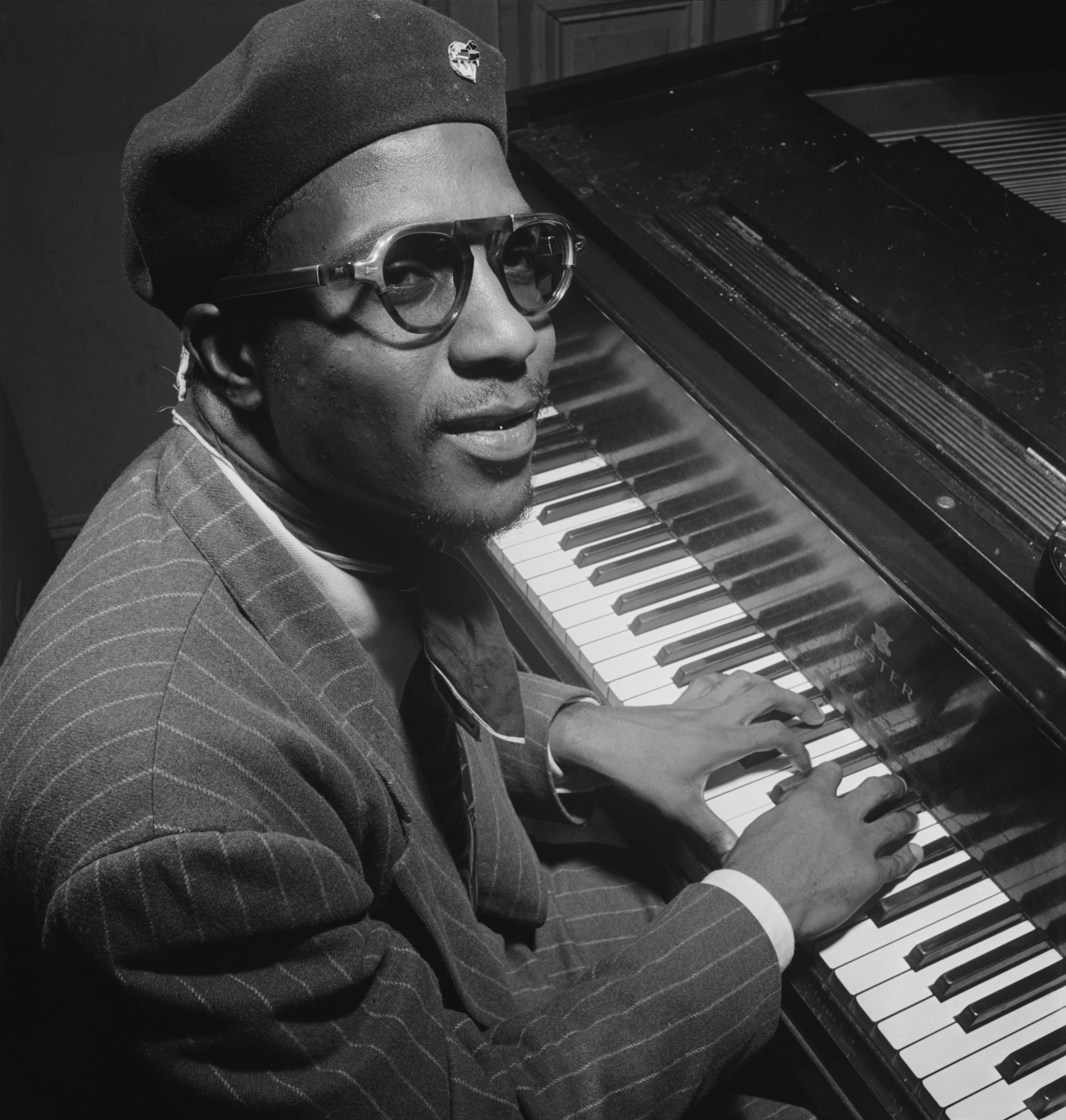
Thelonious Monk a Minton's Playhouse jazzklubban (New York, 1947)

A modern dzsessz megjelenését a szving-korszak végére datálják. Míg a szving tánczene volt, a bebop már nem elsőrendűen a szórakoztatásról szól. A hangszerelés háttérbe szorul, előtérbe lép az individualizmus, az egyéni rögtönzés lesz a zene központja.
A harmóniai és ritmikai világ kitágul, a dzsessz fokozatosan pódiumzenévé, az európai klasszikus zenével egyenrangúvá kezd válni. Megszületik a dzsessz-elmélet, iskolák alapulnak. A modern dzsessz már nem populáris: a széles tömeg nehezen tudja követni a zenei fejlődést, ám létrejön az új rajongótábor, a dzsessz-rajongók szubkultúrája.
A bebop kifejlődése után az ötvenes éveket a bop-alapú dzsessz uralja. A különböző iskolák, mint a cool jazz, a third stream, a hard bop vagy a modális jazz mind a bebop harmóniai és ritmikai világára épülnek, ám mindannyian sajátságos újításokat visznek a műfajba. A hatvanas évek elején létrejönnek az avantgárd dzsesszirányzatok. A zenei trendeket ekkoriban elsősorban Miles Davis diktálja, aki szinte minden egyes lemezével egy sor újabb és újabb irányzatot hoz a dzsessz világába. A hatvanas évek végén létrejönnek a modern tánczenei ritmusokat is adoptáló stílusok, a jazz-rock és a jazz-funk, de dzsesszrajongók körében továbbra is népszerű marad a több különböző bop-alapú irányzatot magában foglaló post-bop. A hetvenes évek a fúziós jazz nagy évtizede. A fusion mellett megjelenik annak kereskedelmileg sikeres, populáris változata, a smooth jazz, de útnak indulnak napjaink dzsessz-sztárjai is.

### A bebop kialakulása
A bebop vagy bop csírájának megjelenése Coleman Hawkins 1939-es Body and Soul felvételéhez köthető. Hawkins megközelítése, hogy a szám lényegét száz százalékban az improvizált szóló jelentse, valamint az akkordmenetre épülő hangkészlet komolyan inspirálta a Bird néven ismert Charlie Parkert. A Kansas City-ből származó, altszaxofonos Parker, a már népszerű szvingtrombitásnak számító Dizzy Gillespie (ők ketten Billy Eckstine zenekarában találkoztak először) és a zongorista Bud Powell karolták fel ezt a stílusirányzatot, és ezzel a dzsessz a tánczene fölé emelkedve egy virtuóz, (a fehér amerikaiak egy része és a nagyobb közönség számára) kevésbé érthető/elérhető zenévé vált, mely sokszor inkább maguknak a zenészeknek szólt. A kisebb zenekar, gyors tempók és a harmonizációkon alapuló improvizációk látványosan megkülönböztették a bopot a szvingtől. New York pezsgő klubjai szolgáltak műhelyül a korai bebop zenészeknek, ahol a kialakult klasszikus felállás trombita, szaxofon, zongora, bőgő és dob lett. A bebop viszont hangszerelés szempontjából puritán maradt: egy opcionális, rövid bevezetőt követően a témát minden fúvós tutti-ban játssza, majd ezt követően egymás után szólókat játszanak a harmóniamenetre (sokszor egy-egy szóló tíznél is több kört foglal magában attól függően, hogy az adott szólista mennyit kíván játszani). Néha négyezést-nyolcazást is lehet hallani, ahol a szólisták bizonyos hosszúságú frázisokat váltogatnak a dobossal. A szám végén általában ismét elhangzik a téma tuttiban.
Parker további fontos újításának számított, hogy a két, akkoriban uralkodó tenorszaxofonos játékstílust, a Lester Young- és a Coleman Hawkins-iskolát egyesítette altszaxofonon.
A korszak leghíresebb sztenderd számai általában Parker és Gillespie nevéhez fűződnek. Az Ornithology, az Anthropology vagy a Yardbird Suite című Parker-dalok korábbi pop- és dzsessz-sztenderdek akkordmeneteire íródtak. Ebből is látható, hogy a bebop-érában a számokat inkább vertikálisan, a harmóniák felől közelítették meg, szemben a szving horizontális, dallam-központú megoldásaival. Fontos bebop-himnusz a (tévesen Parkernek tulajdonított) Donna Lee, a később legendássá váló trombitás, Miles Davis első rögzített szerzeménye. A bebopra jellemző skálákon és arpeggio-kon alapuló téma a Back Home Again in Indiana című nóta harmóniáira épül, igaz, Davis jelentősen alterálta őket. Az ilyen megoldások következtében a zene harmóniavilága jelentősen kitágul.
Megszülettek a dzsessz-sztenderdek, amiket minden dzsessz-zenésznek ismernie kellett. Ezek jobbára klasszikus amerikai dalok voltak, vagy azok harmóniameneteire írott parafrázisok.
A bebop-muzsikusok rengetegszer alkalmaztak kromatikus hangokat, a kromatikus skálát és olyan motívumokat, amik az akkordhangokat írják körül. Ezeket az amúgy is bonyolult zenei megközelítéseket a legnagyobb bop-zenészek elképesztően nyaktörő tempókban is tudták alkalmazni, ráadásul a hangok mellett kialakult egy könnyen felismerhető bebopos ritmusvilág is. Ennek lényegi elemét jelentik az aszimmetrikus zenei frázisok, a hangsúlytalan helyeken elindított vagy befejezett dallamvonalak, az előrehozás vagy a késleltetés (amikor egy hang már azelőtt megszólal, hogy az azt tartalmazó akkord felhangzana, ezzel pillanatnyi disszonanciát és nagyon erős feloldást okozva, vagy épp az akkord szólal meg némi időbeli eltolódással).
Az önpusztító életvitelű Parker és a sokkal tudatosabb szemléletű Gillespie neve teljes mértékben egybeforrt a műfajjal. Jelentős korabeli személyiség rajtuk kívül Thelonious Monk, a különös zongorista (akinek érdekes számai, harmóniamenetei és ritmusvilága előrevetít egy csomó későbbi korszakot), Fats Navarro, Kenny Dorham és Miles Davis trombitások, Kenny Clarke és Max Roach dobosok, valamint James Moody és Dexter Gordon tenorszaxofonosok.
A korszak érdekességei a Stan Kenton és Woody Herman-féle big bandek, akik eltávolodva a szvingtől egy modernebb, bebop-orientáltabb nagyzenekari textúrát dolgoztak ki (Jimmy Giuffre klarinétos/szaxofonos Hermannek írt Four Brothers című száma nagyzenekarra hangszerelt bebop).
Charlie Parker fiatalon halt meg 1955-ben, de mind a mai napig őt tartjuk a modern dzsessz legnagyobb úttörőjének. Halála idején már megjelent a bebop második generációja olyanok személyében, mint Sonny Rollins, Sonny Stitt és Jackie McLean szaxofonosok vagy a tragikusan fiatalon, autóbalesetben elhunyt Clifford Brown trombitás.
A bebopnak sosem sikerült igazán nagy sikereket elérnie, lévén a korabeli hallgatók nehezen tudták befogadni. Parker, Gillespie és társaik a maguk korában rendkívül avantgárd zenei megoldásaikkal komoly felzúdulást keltettek. Az egyszeri zenehallgató táncolni szeretett volna, ám a bebopot hallgatni kell, figyelni az egyes szólisták játékát és az interakciót a ritmusszekcióval. Ennek ellenére Symphony Sid Torin törekvéseinek, rádiós közvetítéseinek hála végül ez a stílus is megtalálta a maga közönségét.

### Megjelenik a cool jazz
- [[:Fájl:|Bill Bailey, Won't You Please Come Home?]][[Fájl:|180px|noicon]]Kid Ory zenekara egy klasszikust játszik a dixieland revival-korszakban
- Blue Rondo A Lá TurkDave Brubeck száma, a cool jazz egyik emblematikus dallama

Nem tudod lejátszani a fájlt?
Az ötvenes évekre a beboppal ellentétes utakra tért zenészek egy csoportja. A bebop, mint puritán hangszerelésű, gyors tempójú, a hangsúlyt az egyéni zenei teljesítményre helyező zene sok jellemzőjét megtartja ugyan, de a cool jazz egy alapvetően hűvösebb, visszafogott hangzású stílus. Míg a bebopot sokszor képzetlen, ösztönösen zseniális muzsikusok játszották, a cool stílus művelői jellemzően képzett zenészek voltak, és komolyabb hangsúlyt fektettek a hangszerelésre, melynek – a szvingkorszak után ismét – csak egy részét (noha igen fontos részét) jelentették az improvizált szólók. Miles Davis nonettjének 1949-es felvételeit később The Birth of the Cool címmel jelentették meg, immár egy nagylemez formájában. A számok jellemzője a hűvösség, az előremutató, sokszor impresszionista hangszerelés és a bebopban szokatlan hangszerek (tuba, szárnykürt, fuvola) alkalmazása. Sokan azonban nem is erre a felvételre vezetik vissza a cool jazz születését.
Iskolateremtő zenész Lennie Tristano, a vak zongorista valamint Lee Konitz, a rendkívül hűvösen, teljesen vibrato nélkül játszó szaxofonos. Dave Brubeck és zenekara illetve a Modern Jazz Quartet szintén jellemzően cool jazz zenekarok. Brubeck klasszikusan képzett zongorista és zeneszerző volt. Zenéjére nagy hatást tett a huszadik századi európai komolyzene. Ő használt először dzsesszben különleges metrumokat, 5/4-et, 7/8-at, 7/4-et vagy 9/8-at.
A Modern Jazz Quartetre a barokk- és az impresszionista komolyzene hatott. Az ilyen zenét sokszor third stream-nekis nevezik.
Az új, modern stílus megvetette a lábát a nyugati parton is, az ottani színteret West Coast jazz-nek nevezzük. Ez egy teljesen eltérő fejlődési ívet leíró közösség, ami még évekkel később is nagyon komoly cool jazz-es hatásokat mutatott.
A korszak legfontosabb hangszerelői Gerry Mulligan és Gil Evans voltak. A szvingben a szólamvezetés általában a terc-távolságon alapult. A cool (és később a modális) időszak hangszereléseiben gyakran találkozhatunk kvártos, szekundos akkordfelrakásokkal is, melyek a zongoristák játékában is megjelentek. Ez egy igen disszonáns, modern hangzást eredményez, ami gyökeresen eltér a szvingtől, és a kortárs komolyzene irányába vezeti a dzsesszt.
Meg kell említenünk Chet Baker trombitás, Bob Brookmeyer harsonista, Chico Hamilton dobos és Stan Getz szaxofonos nevét is. Utóbbi Woody Herman big bandjében kezdte pályafutását olyan más, szintén Lester Young nyomdokain haladó tenorszaxofonosok között, mint Herbie Steward és Zoot Sims, és később a brazil eredetű bossa nova észak-amerikai pionírjává vált (amire szintén jelentős hatással volt a cool jazz harmóniai világa és esztétikája).
A Stan Kenton nevével fémjelzett big band zenéje (valamint a közreműködő zenészek saját együttesei) is a cool jazz tárgykörébe tartoznak, habár a maga idejében az effajta muzsikát progresszív dzsessznek is nevezték.

### Hard Bop
A hard bop azzal próbálta meg a közönség számára is élvezhetőbbé tenni a bebopot, hogy gospeles, bluesos, rhythm and bluesos, majd később soulos – azaz afroamerikai egyházzenei és popzenei – elemeket alkalmazott, szemben a cool jazz-zel, amely inkább európai hatásokat mutatott. A stílus megjelenése Miles Davis Walkincímű felvételéhez kapcsolódik, de Clifford Brown is előrevetítette ezt a vonulatot. A kikristályosodást olyan emblematikus felvételek hozták el, mint az Art Blakey and the Jazz Messengers együttes albumai, köztük az 1958-as Moanin (ami egy nagyon erős kombinációja a rhythm and bluesnak, a bebopnak és a fekete templomi zenének), az 1959-es Mingus Ah Um és a szintén '59-ben megjelent Giant Steps. Ezen fontos lemezek mellett sok száz tipikus hard bop lemez látott napvilágot az ötvenes évek második felétől a hatvanas évek első feléig.
A hard bop népszerűségének csúcsát az '50-es, '60-as években érte el olyan zenészekkel, mint Sonny Rollins, John Coltrane, Miles Davis, Art Blakey, Horace Silver, Lee Morgan, Oliver Nelson vagy Charles Mingus. Ebben a zenében szintén az egyéni szólókon van a hangsúly, ám a bebop avantgardizmusától és a cool jazz hűvösségétől eltérően a hard bop az izgalmasabb dallamosság, a tüzes dinamika és a nagyon erőteljes afroamerikai eredetű ritmusvilág felé indult el (megtartva mindeközben a bebop-korszakban kialakult ritmusszekciót és ezen hangszerek alapvető feladatát, úgy mint a zongora "compingot", a sétáló basszust és a szvinges dobolást), melyekhez szórakoztató, gospeles-bluesos hangszerelések társultak. A hard bop Hammond-orgonára épülő ágát soul jazz-nek is nevezik.
Az ötvenes években, egészen 1962-ig a hard bop volt a kereskedelmileg legsikeresebb dzsesszstílus, ezt követően a Beatles térnyerése elhódította a fiatalokat a hard boptól és globálisan a modern dzsessztől.

### A modális dzsessz kezdetei
Az ötvenes évek közepén George Russell zenész és zenetudós kiadta híres The Lydian Chromatic Concept of Tonal Organization című könyvét, ami először foglalkozik mélyrehatóan a modális skálák szerepével a dzsesszben.
Később a bebop és hard bop stílusok követői, köztük Miles Davis kialakították a modális dzsesszt. A modális dzsessz, mint a többi ötvenes években kialakult dzsessz-stílus, szintén a beboppal ellentétben határozza meg magát: itt az improvizáció nem egy klasszikus akkordmenetre történik, hanem modális skálákra. A műfaj himnusza, az 1959-es Kind of Blue című lemezen szereplő So What csupán két, dór-módban lévő mollszeptim akkordot tartalmaz. A szólisták az adott dórskála hangjaival szólóznak ezekre. A modalitás jelentős újdonságot hozott a bebop vertikális törekvéseivel szemben. Bill Evans zongorista egy sajátságos, újfajta akkordfelrakást alkalmazott.
A modális dzsessz egészen újfajta hangzásokat, skálákat, akkordokat és elsőrendűen szólózási felfogást hozott a dzsessz világába: a harmóniai ritmus lelassul, sokszor csak egy harmónia szerepel, gyakoriak az orgonapontok, ahol egy álló basszushang fölött váltakoznak az akkordok (melyek sokszor, kvárt- vagy szekundhangközök egymásra helyezéséből tevődnek össze), politonális, modern szerzemények íródnak. Gil Evans Davis-el közösen bevitte a modális dzsesszt a nagyzenekari textúrába is. Erről olyan albumok tanúskodnak, mint a Sketches of Spain, a Miles Ahead vagy a Porgy and Bess, ami Gershwin operájának modális elemekben bővelkedő, nagyzenekari dzsessz-feldolgozása.
1959-ben jelent meg John Coltrane első albuma azután, hogy elhagyta Miles Davis együttesét. A Giant Steps rendkívül fontos felvétel, a bebop-alapú modern dzsessz egyfajta kulminálása. Az addigi dzsessz jobbára klisés, mindenki által jól ismert harmóniamenetekre épült. A Giant Steps végleg szakított ezzel a hagyománnyal. Az újfajta harmóniakör minden korábbinál bonyolultabb volt, az arra való szólózáshoz komoly zenei hozzáértésre volt szükség, s nem utolsósorban a hangzás is merőben más lett. Coltrane ezzel a felvétellel indult el azon az úton, melynek során zenei felfogása egyre modálisabbá vált. Erről a tendenciáról olyan Coltrane-lemezek árulkodnak, mint például a legendás My Favorite Things vagy az A Love Supreme. Coltrane zenéje nagyjából úgy hatott a tenorszaxofonosokra, mint tizenöt évvel korábban Charlie Parker az altosokra. Coltrane hatása mind a mai napig hihetetlenül erős, szaxofonosok generációit befolyásolta (olyan zenészeket is, mint Michael Brecker, Bob Berg vagy Dave Liebman).
A modális felfogás továbbra is a legmodernebbnek számított a dzsesszben. Miles Davis második, némileg avantgárd és erősen modális szemléletű kvintettjének tagjai saját műveikben is ezt a zenei elgondolást használták. Közülük a legfontosabb Wayne Shorter tenorszaxofonos és Herbie Hancock zongorista munkássága, de a Davis-féle modális dzsesszből indult ki Chick Corea is, valamint Coltrane új kvartettjének zongoristája, McCoy Tyner is.

### Free jazz

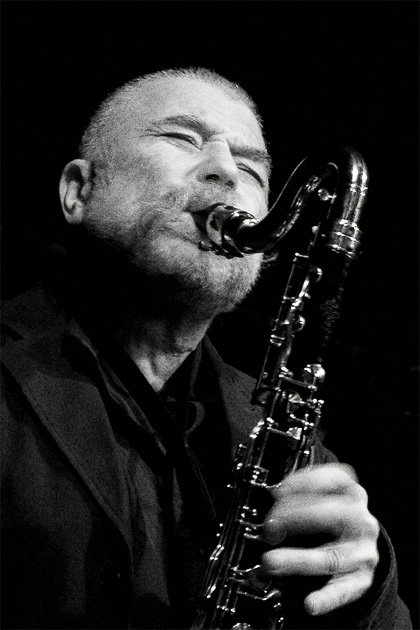
Peter Brötzmann, az európai free jazz fontos alakja

A hatvanas évek elején már nem lehetett többé egyértelműen bebop-alapú dzsesszről beszélni. Noha a bebop, mint a modern dzsessz első nagy stílusa továbbra is mindenre hatott ami modern dzsessz, bizonyos új formák olyan messzire eltávolodtak a húsz évvel korábbi alapoktól, hogy csak szakmai szemmel és füllel állapítható meg a rokonság.
A free jazz jelentése: szabad dzsessz. Ezt a kifejezést alapvetően egy különleges avantgárd dzsesszstílusra alkalmazzuk, amiben zeneileg semmi sem kötött; sem dallam vagy hangszerelés, sem megadott skála vagy harmóniamenet, sem megadott metrum vagy ritmus nincs, minden a zenészektől függ, akik teljesen szabad kezet kapnak az előadás idejére. A dzsesszzenészeknek ez a stílus kínálja a legteljesebb individualizmust, viszont az eredmény gyakran kakofonikus a hallgatóság számára.
Kialakulása egy hosszabb folyamat eredménye. A modális dzsessz térnyerése után a dzsesszben fokozatosan dőltek le korábban alapvetésnek számító korlátok, mint az adott harmóniamenet vagy metrum. Charles Mingus már az ötvenes évek közepén is írt olyan számot, aminek a közepén a szóló nem akkordmenetre zajlik, hanem az előadóra van bízva a hangkészlet. Egyre gyakrabban jelentek meg kötetlen, szabad részek amúgy teljesen hétköznapi dzsessz-számokban is. Ornette Coleman 1959-es, The Shape of Jazz to Come című lemeze már egy erősebb kísérlet a szabad dzsessz irányába, de itt még szerepeltek megírt témák és sok esetben lüktetése (tempója) is volt a számoknak, az 1960-as Free Jazz: A Collective Improvisation viszont már teljesen szabad zene. További érdekessége az albumnak, hogy a felvételen egyszerre két kvartett játszik, így együtt szól két ritmusszekció is.
A stílus az ötvenes évek végén kezdett igazán jól behatárolhatóvá válni. Ornette Coleman zenei megközelítését a hatvanas években John Coltrane, Archie Shepp, Albert Ayler, Cecil Taylor, Sun Ra, Pharoah Sanders, Sam Rivers, Don Pullen és még sokan mások követték, bár közülük néhányan nem egyértelműen free-t játszottak, mivel a hatvanas években számos egyéb avantgárd dzsessz-stílus is megjelent (köztük a nagy hatású chicago-i iskola, melyet Anthony Braxton neve fémjelzett).
A free hosszú évtizedek után elsőként szerepeltette a dzsesszben a kollektív improvizációt, ami a dixieland után eltűnt a műfajból.
A stílus sosem volt igazán népszerű. Heves vitákat váltott ki (és vált ki ma is) zenészek, kritikusok és zenehallgatók körében, azonban befolyással bír mind a mai napig, egészen sajátos szubkultúrát alkot a dzsesszen belül. Kortárs követői: Peter Brötzmann, Theo Jörgensmann, Ken Vandermark, John Zorn és William Parker.

## Az 1960-as és 1970-es évek

### Latin dzsessz és bossa nova
A latin dzsessz gyökerei a negyvenes évek végére tehetőek, azonban a hatvanas években vált igazán híressé. Amerikában már a szving-korszakban népszerűek voltak a kubai nagyzenekarok, (például Xavier Cugat zenekara), amik hasonlóságokat mutattak az akkoriban divatos big bandekkel. Az afrokubai latin dzsessz-stílus már Charlie Parker halála után bontakozott ki. Kiemelkedő bebop-zenészek (köztük Dizzy Gillespie és Billy Taylor) alapítottak afrokubai zenekarokat ebben az időben. Gillespie többnyire nagyzenekarokkal foglalkozott, mások kisebb combo-kkal próbálkoztak. A zenét egyaránt befolyásolták kubai és Puerto Ricó-i muzsikusok – mint Tito Puente, Chano Pozo vagy Mongo Santamaría ütősök –, és amerikai származásúak is, akik adoptálták a kubai ritmusokat.
Az ötvenes évek végén, Brazíliában kezdett kibontakozni egy új, a szambán alapuló irányzat. A bossa nova önmagában nem tekinthető dzsessznek, azonban mivel az afrobrazil zenéből származik, sok közös tulajdonságuk van. A bossa általában lassú, ritmusa egyenes nyolcad szvinges nyolcad helyett, viszont jelentősen hatott rá a cool jazz harmóniavilága, hangszerelése és textúrája. A legismertebb bossa nova kompozíciókat alapművekként ismerik el a dzsessz világában is. Kiemelkedő figura Antonio Carlos Jobim és João Gilberto.
A bossa novát amerikai zenészek (sok esetben nyugati-parti fehérek) vitték magukkal Brazíliából. Az észak-amerikai bossa nova Stan Getz és Charlie Byrd Jazz Samba című lemezéhez köthető. Az északi változat jóval feszesebb és valamivel gyorsabb, a brazilhoz képest sokkal több az improvizáció. Az 1963-ban készült Getz/Gilberto lemezen brazil bossa nova-sztárok (Jobim, Gilberto) játszanak együtt az amerikai Stan Getzel, ami valóságos őrületet váltott ki az Egyesült Államokban, és még az évtizedekkel később megjelenő smooth jazzen is érezhető a hatása.

### Post-bop
A post-bop zenekarok egyszerre mutatták a bebop, a hard bop, a modális dzsessz és az avantgárd hatásait, azonban ezek közül egyik műfajjal sem azonosultak teljesen. A stílus a hatvanas évek közepére alakult ki. A legtöbb post-bop felvétel a Blue Note Records gondozásában jelent meg, a műfaj kulcsfigurái jellemzően Miles Davis zenésztársai vagy követői voltak, például Wayne Shorter, Herbie Hancock, McCoy Tyner, Ron Carter, Tony Williams, Freddie Hubbard és Bill Evans. A stílus leghíresebb albumai: Speak No Evil (Wayne Shorter); The Real McCoy (McCoy Tyner); Maiden Voyage (Herbie Hancock); Miles Smiles (Miles Davis); Search for the New Land (Lee Morgan). Ez a típusú koncertdzsessz, melyben egyszerre szerepelnek bebopos számok, hard bopos szenvedély, modális harmonizálás és némi avantgárd kísérletezés, ma is igen jellemző a koncerttermekben.

### Megjelenik a "groove": soul-jazz
A soul-jazz a hard bop leszármazottja, ami még erősebben fuzionálja a dzsesszt a gospellel, a blueszal és a rhythm and blueszal. A soul-jazz a hatvanas évek végén jelent meg, és a hard boptól eltérően ez már jellemzően nem szvinges zene, nem használ sétáló basszust, hanem egy repetitív groove-ra épül, és az improvizációk dallamosabbak és kevésbé épülnek az akkordhangokra, mint más dzsessz-stílusokban. Horace Silver volt a műfaj első nagy hatású zenésze, aki funk és gospel-alapú zongoravampeket, ismétlődő figurákat alkalmazott szerzeményeiben. A soul-jazz stílussal szorosan összekapcsolódik az orgonatrió formátuma, mely általában egy Hammond-orgonából, egy elektromos gitárból és egy dobfelszerelésből áll (a basszust sokszor az orgonista játssza ilyen felállásokban). A soul-jazz komoly színteret épített ki New Orleans-ban is. Kiemelkedő soul-jazz orgonisták: Jimmy McGriff, Jimmy Smith és Johnny Hammond Smith. Nagyhatású tenorszaxofonista Eddie "Lockjaw" Davis és Stanley Turrentine, a gitárosok közül pedig Wes Montgomery és Grant Green neve forrt össze a stílussal.

### Jazz-rock fusion

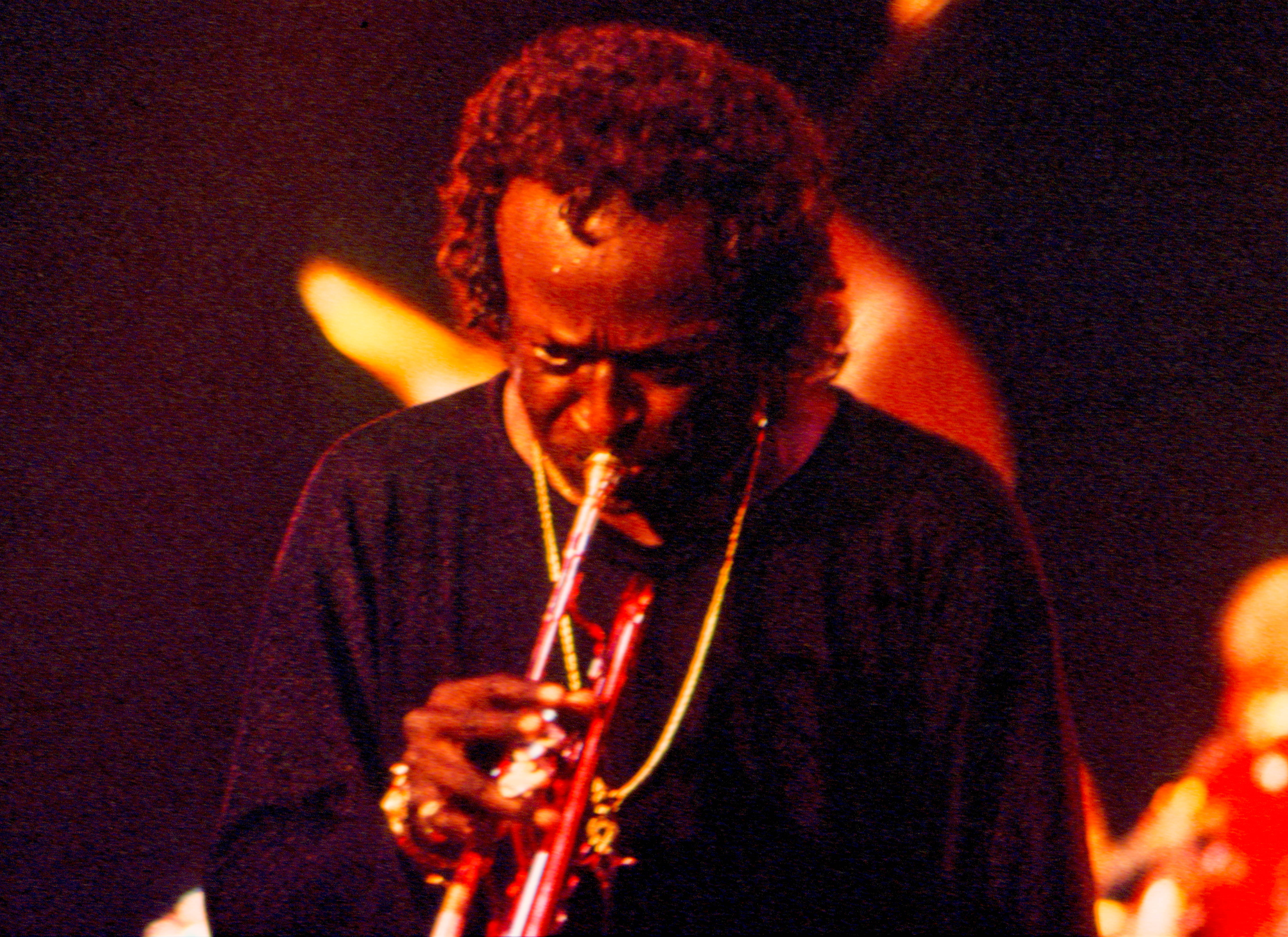
Miles Davis dzsessztrombitás, a modern dzsessz elképesztően nagy hatású képviselője, számos iskola és műfaj megteremtője

Az 1960-as évek végén a rockzene előtérbe kerülésével együtt kialakult a hibrid jazz-rock, de ezt először inkább progresszív rockzenészek játszották (sokan az Egyesült Királyságból valók). Ezek a zenészek dzsesszes felfogású, improvizált szólókat vegyítettek a rockszámokba. Ezen új megközelítés egyik első tisztán dzsessz-zenész képviselője Miles Davis volt az In a Silent Way (1968) és Bitches Brew (1970) című albumaival. Ezek roppant modern, avantgárd hangzású lemezek voltak, a Bitches Brew például egy sokórás felvételből készült el a vágószobában. A későbbiekben a jazz-rock még populárisabbá, könnyebben emészthetővé vált. A '60-as és a '70-es évek fúziós stílusának jellemző előadója volt a Return to Forever, Carlos Santana, Chick Corea, John McLaughlin és zenekara a Mahavishnu Orchestra, Al Di Meola, a Blood, Sweat & Tears, Joni Mitchell, Sun Ra, Peter Skellern, a Soft Machine, a Caravan, Narada Michael Walden (aki később zenei producerként hatalmas karriert futott be), Wayne Shorter, Joe Zawinul, Jaco Pastorius, Stanley Clarke, a Pat Metheny Group, Billy Cobham és a Weather Report. Sokan közülük egészen a mai napig ebben a műfajban maradtak segítve annak folyamatos fejlődését.
A jazzrockban, fusionben vagy fúziós dzsesszben eltűnik a szvingelés, azonban megjelenik az elektromos hangszerek egész arzenálja a basszusgitártól kezdve a szintetizátoron át a torzított elektromos gitárig. A jazz-rock adoptálja a rockzene energikusságát, sajátos, elektronikus hangzásvilágát és ritmusszekcióját. Elsöpri a bebop, és az abból leszármazott stílusok formai konvencióit: a szerzemények összetettebbek, gyakoriak a különleges (vagy váltakozó) metrumok, az unisono témák, a bonyolult, progresszív zenei megoldások vagy a popzenei formák intróval, verzékkel, refrénekkel. A popzenei ritmusok, hangszerelés és a dzsesszes igényű improvizációk házasítása egy szélesebb tömegek számára is fogyasztható, kereskedelmileg sikeres stílust eredményezett.

### Jazz-funk
A hetvenes-nyolcvanas években jelent meg a funk és a dzsessz fúziója. Általában funkos ritmusvilágot használ (James Brown nyomdokain haladva) dzsesszes improvizációval dúsítva. A számokat egy repetitív groove támasztja alá, amit a basszus- és dobjáték együttesen alkot. Jellemző szóló- és kísérőhangszer a Fender-Rhodes elektromos zongora, bőgő helyett pedig szinte mindig basszusgitár szerepel. Az első, iskolateremtő felvételek Herbie Hancockhoz és a pszichedelikus funkot játszó zenekarához, a Headhunters-hez fűződnek, akik 1973-ban jelentették meg első albumukat (rajta a klasszikus Watermelon Man funkos átiratával, és az ezerszer feldolgozott Chameleonnal). Hancock a nyolcvanas évekre a funkon keresztül eljutott az elektronikus tánczenéhez is. Az ő megoldásait követte Roy Ayers és az évekig tartó alkotói válság után visszatérő Miles Davis Marcus Miller basszusgitárossal. A jazz-funk jelentette a hamarosan bekövetkező pop-dzsessz fúzió (smooth jazz) és az acid jazz alapját is.

### Egyéb törekvések
A hetvenes években a fekete művészeti és nacionalista mozgalmak ismét felfedezték a dzsesszt. Pharoah Sanders, Hubert Laws és Wayne Shorter klasszikus afrikai hangszereket kezdtek alkalmazni, például kalimbákat vagy kolompokat. Alice Coltrane, John Coltrane felesége meghonosította a dzsesszes hárfajátékot, Jean-Luc Ponty az elektronikusan effektelt hegedűt, Rufus Harley pedig a dudát. A dzsesszt továbbra is különböző külső behatások érték például a világzene, az avantgárd komolyzene, a rock és a pop részéről. John McLaughlin a rock, a dzsessz és az indiai klasszikus zene házasításán dolgozott. Az 1970-es években az ECM kiadó Keith Jarrettel, a Pat Metheny Group-pal, Jan Garbarekkel, Ralph Townerrel és Eberhard Weber-rel megteremtett egy új, kamarazene-szerű stílust, amelyben a művészek akusztikus hangszereket használtak, és gyakran a világzenéből és a folkzenéből merítettek inspirációt. A fenti előadók közül sokakat a New Age-korszak dzsessz-zenészeinek tartanak.

## Az 1980-as és 1990-es évektől napjainkig

### Hagyományőrzők és új utakat járók
A nyolcvanas évek közepén a dzsessz-közösség két részre oszlott. Egyikük (Wynton és Branford Marsalis vezetésével) Louis Armstrong és Duke Ellington útját kezdte követni, nem foglalkozva az avantgárd és a fúziós dzsessz törekvéseivel, azokat a dzsessztől függetlennek tartva. Eközben a jazz-rock továbbra is virágzott, olyan új előadók léptek a színre, mint Mike Stern, a Tribal Tech és az UZEB.
Egyes legendás zenészek, mint Dave Brubeck, Wynton Marsalis, Sonny Rollins és Wayne Shorter a kétezres években is aktívak, mellettük a kilencvenes években megjelent fiatal zenészek egy új generációja Brad Mehldau, Jason Moran és Vijay Iyer zongoristák, Kurt Rosenwinkel gitáros, Stefon Harris vibrafonista, Roy Hargrove és Terence Blanchard trombitás, Chris Potter és Joshua Redman szaxofonos és Christian McBride bőgős személyében.
Az Egyesült Államokban új erőre kaptak a kísérletezők, mint Rob Mazurek és Cuong Vu trombitás, Ken Vandermark szaxofonista, Nels Cline és John Scofield gitáros, Todd Sickafoose bőgős, Craig Taborn billentyűs, John Hollenbeck dobos, a Medeski Martin & Wood és a The Bad Plus zenekarok. Svédországban feltűnt az E.S.T. zenekar, az Egyesült Királyságban pedig az Acoustic Ladyland, a Led Bib és a Polar Bear. Számos új énekes kezdte a dzsesszt a poppal és a rockal vegyíteni, köztük a populáris mainstream dzsessz képviselőjeként ismert, főként sztenderdeket feldolgozó, kanadai származású, Grammy-díjas zeneszerző-zongorista-énekes Diana Krall, a pop, folk, soul, dzsessz világát követő, indiai Ravi Shankar szitáros lánya, a többszörös Grammy-díjas Norah Jones, a kétszeres Ivor Novello-díjas Amy Winehouse, a kétszeres Brit Awards és egy Grammy-díjas Joss Stone, a popot és dzsesszt egyaránt képviselő Jamie Cullum, valamint Cassandra Wilson és Kurt Elling.
A Robert Glasper Experiment a hiphopot párosítja a dzsesszel, a Snarky Puppy egy többé-kevésbé dzsesszes igényű instrumentális funkzenekar, Tigran Hamasyan örmény zongorista pedig örmény zenei elemeket visz műveibe.
Elkezdődött és napjainkban is tart a szving reneszánsza; a Frank Sinatrára és Ella Fitzgeraldra jellemző, nagyzenekari kíséretű tradicionális popzene visszatért, aminek új generációját Michael Bublé és Harry Connick Jr. vezeti, valamint megjelent a swing revival, amely a '40-es évek big band stílusát dolgozza át egy gyorsabb, rockosabb zenére dobot és elektromos gitárt használva.

### Dzsessz és pop: Smooth jazz
A smooth jazz egyszerre népszerű rádiós formátum és könnyűzenei műfaj. A stílus a nyolcvanas évek elején tűnt fel. A smooth jazz kerüli a modern dzsessz bonyolultabb megoldásait, ehelyett egy könnyen befogadható, hangzásában gyakran funkos vagy popos zenei nyelvet takar. Jellemző hangszere az elektromos gitár és a szopránszaxofon, kiemelkedő egyénisége David Sanborn, a Fourplay, Grover Washington, Jr., Sade Adu, Kenny G, Michael és Randy Brecker, a Spyro Gyra, George Benson, Marcus Miller, Victor Wooten és Candy Dulfer. A smooth jazz ma is hatalmas népszerűségnek örvend, sok művész még a pop-slágerlistákra is felkerült.

### Acid jazz, nu jazz és jazz rap
Az acid jazz, amely a '70-es évek diszkóelemeire építkezik és a nu jazz, amely a dzsesszt és a modern elektronikus zenei stílusokat ötvözi már a dzsesszes elemekkel dolgozó tánczenék kategóriájába tartozik.
Az acid jazz Angliából indult ki, jelentősebb képviselői a Brand New Heavies, a James Taylor Quartet, a Young Disciples, a Courdoy és a Jamiroquai. Az Atlanti-óceán másik oldalán, az Egyesült államokban a Groove Collective, a Soulive és a Solonics követte ezt az irányt.
Az elektronikus zene előtérbe kerülése miatt a '80-as és a '90-es években több dzsesszelőadó is megpróbálkozott a dzsessz és az elektronikus tánczene intelligens kombinálásával több-kevesebb sikerrel, megalkotva a future jazz, a jazz house, a jazz rap és a nu jazz stílusokat. A bátrabb próbálkozók közé tartozik a skandináviai zongorista, Bugge Wesseltoft és Nils Petter Molvær trombitás (mindketten az ECM kiadónál kezdtek) és a Wibutee trió, akik mindannyian hagyományos dzsesszzenekarokban játszottak korábban. Az angol The Cinematic Orchestra és a francia Julien Lourau szintén sikereket értek el ezen a területen. A pop és a tánczene területén, a nu jazz stílusban St Germain és Jazzanova a legjelentősebbek, akik house ritmusra játszanak élő dzsessz-szólókat.
A jazz rap meghatározó albuma Miles Davis utolsó felvétele, a Doo-Bop valamint A Tribe Called Quest és Guru művei. Herbie Hancock 1994-es Dis Is Da Drum című lemeze is ide sorolható.

### Punk jazz és jazzcore

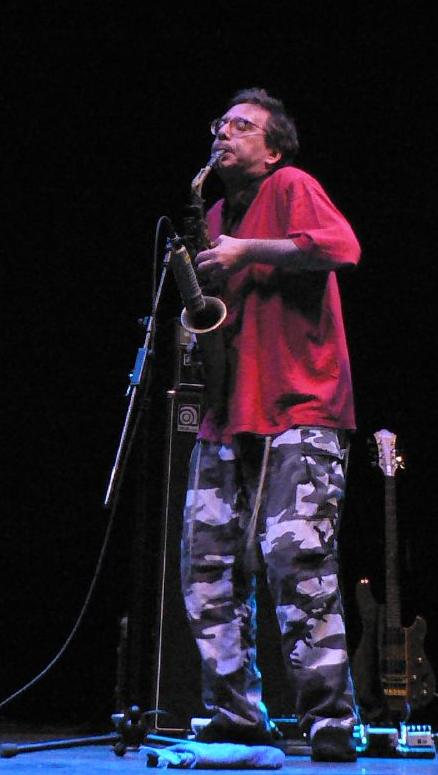
John Zorn, a punk-jazz és az avantgárd zene nagy hatású alakja

Végbement a post-punk és a dzsessz fúziója is. A londoni Pop Group zenekar a free jazz, a reggae, a dub és a punk rock hangzását ötvözte. New Yorkban a No Wave irányzat megjelenése a free jazzhez és a punkhoz köthető. A színtér híres zenekarai a Lydia Lunch's Queen of Siam, a Contortions valamint a Lounge Lizards.
John Zorn a punk rock disszonanciáját ötvözte a free jazz-el. 1986-os, Ornette Coleman előtt tisztelgő Spy vs. Spy című lemezét gyakran illetik thrashcore jelzővel is. Ugyanebben az évben Sonny Sharrock, Peter Brötzmann, Bill Laswell és Ronald Shannon Jackson rögzítették első lemezüket Last Exit név alatt, ami a thrash metalt és a free jazzt fuzionálta. Ez a jazzcore kezdete.
A kilencvenes években született meg a metallic jazzcore Salt Lake City-ben és New Yorkban olyan zenekarok által, mint az Iceburn, a Candiria, a Naked City és a Pain Killer. Ezt a tendenciát folytatja a death metalt játszó Cynic és az Atheist is.

### M-Base
Az M-Base mozgalom a nyolcvanas években indul fiatal afroamerikai zenészek (például Steve Coleman, Graham Haynes, Cassandra Wilson, Geri Allen és Greg Osby) vezetésével. Az M-Base Charlie Parker és John Coltrane nyomvonalán és a groove-os alapokon haladó, technikailag összetett zene. Steve Coleman, Greg Osby és Gary Thomas kidolgoztak egy új szaxofon-nyelvet, amit csak "groove-olásnak" neveznek. A kilencvenes évekre sok zenész elhagyta ezt a műfajt, Coleman viszont rendíthetetlenül tartja az M-Base-t, melynek fontos jellemzői egyebek mellett a spiritualizmus, valamint az európai barokk és klasszicista zene hatása.

## Napjaink
A dzsessz szinte minden ága él és virul, ezen belül különösen népszerű a tradicionális dzsessz, a ragtime és a dixieland, ami a gyökerekhez való visszatérés egyik formája. A modern dzsesszt ma iskolákban, egyetemeken oktatják, terjedelemes irodalma és hangzóanyaga van. Manapság a világon sok zeneiskolában a dzsessz lett a zeneoktatás alapja a komolyzene helyett, és sok zenész gondolja úgy, hogy a modern dzsessz lehet a kulcs minden más (könnyű)zenei stílushoz is. Nyugaton sok iskolában a dzsessz-elméletet és a klasszikus zeneelméletet együttesen kezelik és oktatják mint két, egymásra kölcsönösen ható ám sok tekintetben egymásnak ellentmondó tudományt.
A dzsessz stílusbeli sokszínűsége napjainkra sem csökkent, a zene minden ága hatással van rá a világzenétől az avantgárd klasszikusokig, beleértve afrikai ritmusokat és hagyományos zenei stílusokat is. Mára a dzsessz a modalitáson keresztül eljutott a tizenkét-fokúságig, így tehát felzárkózott az európai komolyzene mellé.

## Magyar dzsessz

### A magyar dzsessz kezdetei
Magyarország az első világháború előtt viszonylag gyorsan tudta adoptálni a ragtime-ot a tengerentúlról: Solti Hermin és Király Ernő 1912-ben rögzítették a Medvetánc című dalt, ami Irving Berlin 1911-es Alexander's Ragtime Band című számának magyar változata. A kis-zenekari ragtime (és később szving) hagyományokat jellemzően a kávéházi cigányzenészek tartották életben, a Monarchia katonazenészei pedig fúvós hangszerelésben játszottak ragtime-okat. Az első magyar dzsessziskola nagyon korán, 1926-ban nyílt meg Szekeres Ferenc vezetésével. Máig vita tárgyát képezi azonban, hogy ezek valóban szervesen kapcsolódnak-e a magyar dzsessz történetéhez, ugyanis ezekben az években szinte minden népszerű zenét (nyugaton és Magyarországon egyaránt) dzsessznek neveztek.
A harmincas-negyvenes években, nyugati mintára megalakultak az első magyar big bandek, leghíresebb közülük Orlay "Chappy" Jenőé volt. A kor másik neves zenekarvezetője Martiny Lajos, híres gitárosa Bacsik Elek volt. Meg kell említeni a csodagyerek Tommy Viget is, aki ütőhangszeresként, hangszerelőként vált világhírűvé.
Az első magyar dzsesszpublikáció a neves zenetudós, Molnár Antal nevéhez fűződik, aki 1928-ban jelentette meg Jazzband című könyvét. Molnár lesújtóan fogalmaz a dzsesszről, azt erkölcs- és ízlésrombolónak tartja.
A Franciaországban dolgozó, akadémiai végzettségű Kozma József (Joseph Kosma) szerezte a Hulló falevelek című számot, ami Johnny Mercer szövegíró közvetítésével Autumn Leaves címen eljutott az Egyesült Államokba is és hatalmas sztenderdé vált. A nagykanizsai születésű operettszerző, Sigmund Romberg (született Rosenberg Zsigmond) komponálta a Softly, as in a Morning Sunrise című dalt, amiből szintén dzsessz-sztenderd lett, de sok dzsessz-együttes dolgozta fel a Szomorú vasárnapot is, Seress Rezső halhatatlan slágerét.
A "magyar szvingkorszak" emblematikus figurája Beamter Jenő (Bubi) ütős-dobos-vibrafonos volt.
Más hírességek mellett Louis Armstronggal is játszott a magyar származású klarinétművész, Joe Muranyi.
Szabó Gábor és Zoller Attila gitárosok emigráltak, és külföldön világhírnévre tettek szert (Szabó Amerikában, Zoller Nyugat-Németországban majd később szintén Amerikában dolgozott).
A budapesti, úgynevezett "kávéházas" korszaknak vége szakadt a háború után Rákosi hatalomra jutásakor. A zenészek számára tiltott volt a tősgyökeres amerikai "mételyt" játszani, így sajnos Magyarország teljes mértékben el lett vágva a modern dzsessz első, és minden bizonnyal legfontosabb, meghatározó szűk másfél évtizedétől. A magyar dzsessz-rajongók esetleg csak a hazánkban illegálisan fogható Voice of America rádióadón hallhattak igazi dzsessz-zenét (Willis Conover Jazz Hour című műsorának köszönhetően, ami 1955-ben indult).

### Modern magyar dzsessz
A Kádár-korszakban ismét felütötte a fejét a dzsessz, immár annak modernebb változata. Noha a rendszer először tiltotta, később már megtűrte ezt a "túlságosan szabadelvű", ráadásul nyugati eredetű zenét. Dzsesszkörök és dzsesszintézmények alakultak. 1960 és 1980 között a műfaj neves pártfogója Pernye András volt, aki sokat tett a modern dzsessz elfogadtatásáért. A korszakban elinduló vagy alkotó híres dzsessz-zenészek a teljesség igénye nélkül: Gonda János, Szakcsi Lakatos Béla, Vukán György, Binder Károly, Garay Attila, Regős István és Csík Gusztáv zongoristák, Berki Tamás és Bontovics Kati énekesek, Lakatos "Ablakos" Dezső, Csepregi Gyula, Borbély Mihály, Ráduly Mihály, Elek István és Tony Lakatos szaxofonosok, Pege Aladár és Berkes Balázs nagybőgősök, Deseő Csaba hegedűs, Dandó Péter, Orszáczky Miklós (Jackie) és Lattmann Béla basszusgitárosok, Kőszegi Imre, Lakatos Pecek Géza, Jávori Vilmos és Kovács Gyula dobosok, Tomsits Rudolf trombitás, Friedrich Károly harsonás, illetve Babos Gyula, László Attila és Kovács Andor gitáros. Sokan közülük ma is a pályán vannak.
A Táncdalfesztiválok idejéből meg kell említeni a Magyar Rádió big bandjét és a Deák Tamás által vezetett Deák Big Bandet, melyek sok esetben játszottak dzsessz-darabokat is, vagy dzsesszes igényű műveket.
Az úgynevezett magyar népi free jazz a hetvenes években jelent meg, fontos alakja volt Szabados György zongorista és zenekara, ahonnan olyan tehetségek indultak el a pályán, mint Grencsó István vagy Dresch Mihály.
Szintén a Kádár-korszakban, de még korábban kezdődött a magyar dixieland rendkívül színes színterének kialakulása is, miután (Benkó Sándor vezetésével) megalakult a Benkó Dixieland Band. A másik nagy hatású, tradicionális dzsesszt játszó magyar zenekar a szegedi illetőségű, Molnár Gyula által alapított Molnár Dixieland Band.
A magyar jazz-rockot, dzsesszes funkzenét a hatvanas-hetvenes években a Syrius, a Mini és a Bergendy neve fémjelezte. A nyolcvanas években Babos Gyula és László Attila gitárosok játszottak különböző fúziós projektekben.
Snétberger Ferenc 1987-ben Dés Lászlóval és Horváth Kornéllal közösen alapította a Trio Stendhalt, ami nagy sikereket ért el.

### Napjainkban
A kilencvenes évek közepe óta egyre masszívabban növekszik a magyar fúziós jazz-színtér, olyan zenekarok és zenészek által, mint a Fusio Group (Szendőfi Péter dobossal és Romhányi Áron billentyűssel, aki a United nevű pop/acid jazz/funk formációnak is tagja Pély Barnával), Barabás Tamás basszusgitáros világzenei és dzsessz-formációja, a Djabe, Kaltenecker Zsolt egyedi billentyűs combo-i, a European Mantra nevű thrash metal/dzsessz formáció vagy Borlai Gergő dobos.
A Párniczky András-vezette Nigun zenekar a kelet-európai zsidó klezmer és a dzsessz fúzióját hozza létre, míg a korábban már említett Dresch Mihály gyakran magyar népzenei elemekkel vegyíti zenéjét.
Szintén a kilencvenes évek közepén/végén alakult a Jazz+Az nevű popzenei formáció, ami Geszti Péter és Dés László dzsesszzenész közös projektje volt. A három énekesnő, Váczi Eszter, Kozma Orsolya és Behumi Dóra mind a mai napig a dzsessz-színtéren szerepel.
A – jellemzően fővárosi – zenei közegben mérhetetlenül sok dzsessz-együttes létezik, köztük mainstream, bebop és popos zenekarok egyaránt, míg a kortárs magyar dzsessz fiatalabb generációját a teljesség igénye nélkül Fekete-Kovács Kornél trombitás/szárnykürtős, Bacsó Kristóf, Ávéd János és Tóth Viktor szaxofonosok, Gyárfás István és Birta Miklós gitáros, Balázs Elemér dobos, Egri János és Barcza Horváth József bőgősök Szőke Nikoletta, Harcsa Veronika, Micheller Myrtill és Winand Gábor énekesek, és Sárik Péter és Oláh Kálmán zongorista, valamint zenekara, a Trio Midnight vezeti.
A vokális-szving hagyományait a 2008-as feloszlásukig a Cotton Club Singers és a Four Fathers személyesíti meg elsősorban, de más énekegyüttesek is gyakran tűznek repertoárjukra dzsessz-darabokat.
Napjaink magyar big bandjei többek között a néhai határőrség, jelenleg a rendőrség big bandje, a Modern Art Orchestra és a Budapest Jazz Orchestra.
A klasszikus dzsessz tradícióit a Benkó és a Molnár Dixieland Band mellett a húszas évekbeli zenét játszó Hot Jazz Band vagy a magyar ragtime-hagyományokat is felidéző Bohém Ragtime Band ápolja.

### Dzsesszélet a mai Magyarországon
A modern magyar dzsesszoktatás első fontos időpontja 1965 szeptembere, amikor Gonda János vezetésével megnyílik a Bartók Béla Zeneművészeti Szakközépiskola és Gimnázium dzsessztanszaka. A Bartókban egészen a nyolcvanas évek legvégéig működött a legmagasabb szintű hazai dzsesszoktatás, majd szintén Gonda János közbenjárásával megnyílt a Liszt Ferenc Zeneművészeti Egyetem Jazz Tanszéke. Középszintű dzsesszoktatás még évekig működött az Erkel Ferenc Zeneiskola keretein belül (ez volt a "Postás" zeneiskola). A későbbiekben a Bartók középszintű dzsesszoktatásba kezdett.
Középszintű dzsesszzenész vagy dzsesszénekes OKJ-vizsgát Budapesten kizárólag az Etűd Zeneiskola és Zeneművészeti Szakközépiskola, a Bartók Béla Zeneművészeti Szakközépiskola és Gimnázium, Egressy Béni Zeneművészeti Szakközépiskola és a Pikéthy Tibor Zeneművészeti Szakközépiskola Pikéthy Tibor Zeneművészeti Szakközépiskola dzsessztanszakain lehet tenni. Ma Magyarországon, magyar dzsesszzenész és dzsesszénekes BA diplomát a Liszt Ferenc Zeneművészeti Egyetem Jazz Tanszékén (tanszékvezető: Binder Károly zongoraművész) és a Kodolányi János Főiskola Művészeti Tanszékén (tanszékvezető: Mits Gergely basszusgitár-művész) képzésein lehet szerezni, mesterdiploma csak a Zeneművészeti Egyetemen szerezhető.
Szintén Gonda János alapította 1990-ben a magyar dzsesszéletet összefogó Magyar Jazz Szövetséget.
Fontosabb magyar dzsesszfesztiválok: Debreceni Jazz Napok, Lamantin Jazz Fesztivál, Szegedi Jazz Napok, Zsámbék Jazz Open, MOL Jazz Fesztivál, VeszprémFest. A hazai dzsesszklub-élet leginkább a fővárosban jelentős. Kiemelkedő a Budapest Jazz Club és az Opus Jazz Club. Nagyobb dzsessz-sztárokat általában a Művészetek Palotájában és a MOMKultban lehet látni, kisebb dzsesszklubok pedig rengeteg helyen vannak a városban és országszerte is. Budapesten gyakorlatilag nem múlik el este dzsesszkoncertek nélkül.
A magyar dzsessz mainstreamebb része az MR3-Bartók Rádión hallható hétköznap esténként és éjjel, míg egyes kereskedelmi rádióadók, mint a Jazzy 90.9 inkább smooth jazzt, szvinget és egyéb populárisabb dzsesszstílusokat játszanak.

## A dzsessz zenei jellemzői

### Sztenderdek
A sztenderdek olyan zenei művek, amelyek fontos részét képezik a dzsesszzenészek repertoárjának, mivel közismertek mind a zenészek, mind a hallgatóság között. A sztenderdeknek hiánytalan listája nem létezik, mivel az idők során újabb és újabb számok válnak sztenderddé. Nagyobb fake bookok (olyan dalos könyvek, amelyek popszámok százainak dallamát és akkordmenetét tartalmazzák) és dzsessz-kiadványok képet adhatnak arról, mi számít sztenderdnek.
Nem minden sztenderdet komponálták dzsessz-zenészek. Sok dal a Tin Pan Alley-ből, a korabeli Broadway-showkból vagy hollywoodi musicalekből származik (azaz az úgynevezett Nagy Amerikai Daloskönyvből). Az alapján válik egy populáris nótából standard, hogy hányszor dolgozzák azt fel dzsessz-zenészek. A dzsessz-sztenderdek egy része átfedést mutat a blues- és popsztenderdekkel.
A legtöbbször felhasznált sztenderd W. C. Handy St. Louis Blues-a volt húsz éven keresztül, majd Hoagy Carmichel Stardust című száma váltotta. Ma helyüket Johnny Green dala, a Body and Soul foglalja el. A legtöbbet rögzített, dzsessz-zenész által komponált sztenderd a Round Midnight Thelonious Monktól.
Híres sztenderdek a húszas-harmincas évekből: Sweet Georgia Brown, Dinah, Bye Bye Blackbird, Fats Waller két híres száma, a Honeysuckle Rose és az Ain’t Misbehavin', illetve Cole Porter nótája, a What Is This Thing Called Love?.
A harmincas évek sztenderdjeinek alapja zömében big band szvingek vagy egyéb nagyzenekari művek voltak, például a Summertime (Gershwin Porgy és Bess című operájából), a My Funny Valentine (Richard Rodgers-től), az All the Things You Are (Jerome Kerntől), illetve a Don't Mean a Thing (If It Ain't Got That Swing), a Sophisticated Lady és a Caravan (Duke Ellingtontól).
Tíz évvel később a sztenderd-dalok továbbra is a szvingből adoptálódtak (Cotton Tail, Take the 'A' Train), de megjelentek az első bebop-sztenderdek is: Salt Peanuts, A Night in Tunisia (Dizzy Gillespie-től), Anthropology, Yardbird Suite, Scrapple from the Apple (Charlie Parkertől).
Későbbi korok fontosabb sztenderdjei: All Blues, So What (Miles Davis), Impressions (John Coltrane), Maiden Voyage (Herbie Hancock), Footprints (Wayne Shorter), Freedom Jazz Dance (Eddie Harris).
A legtöbb bossa nova-sztenderd Antonio Carlos Jobim nevéhez fűzödik, mint a Desafinado, a The Girl from Ipanema és a Corcovado.
Pár fontosabb fúziós jazz-sztenderd: Spain (Chick Corea), Chameleon (Herbie Hancock), Birdland (Joe Zawinul).

### Improvizáció

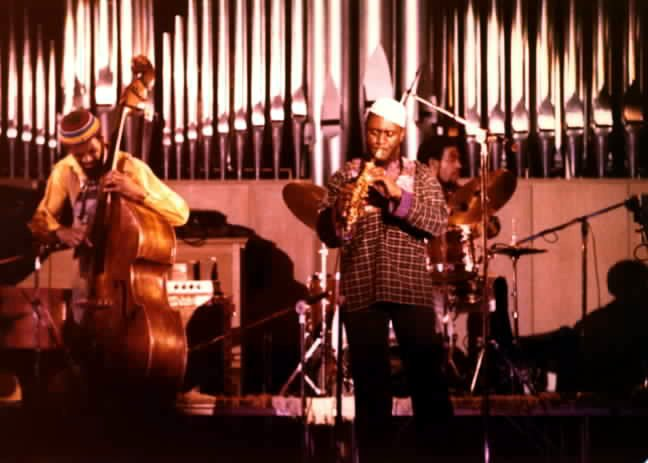
Pharoah Sanders, Reggie Workman és Idris Muhammad (1978)

Bármely dzsesszstílus (kivéve a ragtime) leírásában egyetlen közös elem van, és az az improvizáció. Az afroamerikai zenében ez már a kezdetektől fontos szerepet játszott, mert az ott élő törzsekre nagyon jellemző volt a kihívás és megfelelés kultúrája. Az improvizáció formája azonban az idővel folyamatosan változott. A korai népzene és a blues általában egy kérdés-felelet rendszerre épült és az improvizáció vonatkozott a szövegre és a dallamra egyaránt. A dixielandben a zenészek egymás után játszották el a dallamot, miközben a többiek próbáltak „vitatkozni” vele. A szvingkorszakban a nagyzenekarok már kottából játszottak, azonban sokszor előfordult, hogy játék közben a zenekar egy-egy tagja egy rövid improvizatív szólót adott elő, beleilleszkedve a leírt hangszerelésbe. Az improvizáció végül a bebopban kapott központi szerepet, ahol az egész zene a kifinomult, improvizált szólókra épült kevésbé ügyelve az arrangementekre.
A bop-improvizálás közben a zenészek egy akkordmenetet használnak, az akkordoknak e sorozata határozza meg a zenedarab harmóniai struktúráját. Például Charlie Parker Now's the Time című dala 12 ütem hosszú, és a dzsesszzenészek által 12-ütemes bluesnak (twelwe-bar-blues) nevezett akkordmenetet használja. A dal bemutatása után a ritmusszekció tovább játssza ugyanezt a 12 ütemet, miközben a zenészek szólóban ezekre az akkordokra építve egyenként dallamokat improvizálnak. Könnyebb megérteni a dal zenei hátterét, ha a szólók hallgatása közben megpróbáljuk folyamatosan dúdolni a dallamot, mert így válik világossá, hogy az improvizált részek a dallamra épülnek. Az improvizált dallam különböző akkordokra való illesztését nevezik „playing the (chord) changes”-nek, vagyis az akkordváltások kijátszásának.
Ahogy már korábban is felmerült, a dzsessz kései ágai, köztük a modális dzsessz kevésbé törődnek az akkordváltásokkal, több teret adva az előadónak az adott modális skálák keretei közötti improvizálásra. Miles Davis Kind of Blue című albuma kitűnő példa erre. Compingnak nevezik, amikor a szólójátékos játéka közben a zongorista vagy a gitáros akkordokat játszik improvizatív akkordfordításokban és ritmusban. A bop-zenében a bőgő is szabadon improvizálja a sétáló basszus hangjait, ám az ritmikailag viszonylag kötöttebb, hiszen elsőrendűen ő biztosítja a zene lüktetését. Ez igaz a dobolásra is, ami amellett, hogy alapot szolgáltat, színesíti, improvizatív módon "meghangszereli" a zenét.
Az 1950-es-1960-as években fejlődött ki a improvizációnak egy új, a korábbi szabályokat felrúgó ága. A free jazznek, szabad dzsessznek, energy musicnak, vagy "The New Thing"-nek nevezett irányzatban alig van kötött tempó, vagy akkordmenet; a zenészek játék közben szabadon kommunikálnak egymással. Fontos változás a korábban divatos irányzatokhoz képest, hogy itt újra előtérbe került a kollektív improvizáció, tehát szerepüket tekintve nincs nagy különbség a szólista és a kísérő között. Hasonló (a free-vel gyakran összemosott) irányzat az avantgárd dzsessz, itt azonban lehetnek előre megkomponált témák és struktúrák, amelyek az improvizáció kiindulópontjául szolgálnak. (Ilyen például Anthony Braxton vagy John Zorn több műve.) A free jazz-rögtönzés nem feltétlenül tudományos vagy zenei, hanem spirituális alapú, az emberi kommunikáció zenei nyelvre lefordítva.
Sűrű harmóniamenetű számoknál a bop-stílusú, az akkordok hangjaira épülő megközelítés mellett létezik egy másik, úgynevezett horizontális vagy lineáris improvizációs technika is. Ilyenkor a zenész végignézi a művet és beazonosítja a hangnemeket, s nem az egyes akkordokra gondol játék közben, hanem arra az adott hangnemre, amelyben ezek az akkordok éppen vannak.
Gyakran előfordul, hogy az előadók kilépnek a darabból, azaz szándékosan olyan hangokat játszanak, ami egyébként nem illik a hangnembe (angolul ezt "out"-nak nevezik). Ennek a célja általában a figyelemfelkeltés vagy pedig az, hogy amikor újra visszatérnek, az még kellemesebbnek tűnjön.
Manapság nagyon sok olyan zenét is dzsessznek neveznek, amelyek valójában más stílusúak, csupán tartalmaznak improvizált részeket. Ez annak köszönhető, hogy mára a dzsessz nagyon tág fogalom lett. A bebop-korig a dzsessz jellemzője volt a szvinges (triolás/nyújtott) nyolcadhang, a modernebb stílusokban ez sokszor nincs meg. Ugyanakkor egyes zenészek kimondottan támogatják azt a tendenciát, hogy a dzsessz minél több különböző zenei stílust dolgozzon fel, ezzel fejlesztve saját magát és adott esetben egyéb műfajokat is.